# Lisboa
Lisboa (pronunciación en portugués: /liʒˈβoɐ/ (escucharⓘ)) es la capital y mayor ciudad de Portugal. Situada en la desembocadura del río Tajo, es la capital del país, capital del distrito de Lisboa, de la región de Lisboa, del área metropolitana de Lisboa, y es también el principal centro de la subregión de la Gran Lisboa. La ciudad tiene una población de 547 773 habitantes y su área metropolitana se sitúa en los 2 810 923 en una superficie de 2.921,90 km². Esta área contiene el 26% de la población del país. Lisboa es la ciudad más rica de Portugal.
El municipio de Lisboa, que coincide con la ciudad propiamente dicha (excluyendo la aglomeración urbana continua, más grande, que la rodea), tiene una extensión de 100,05 km², en los que en 2011 vivían 547.733 habitantes. Su densidad demográfica es de 5.474,59 hab/km². El municipio se subdivide en 24 freguesias (parroquias) y limita al norte con los municipios de Odivelas y Loures, al oeste con Oeiras, al noroeste con Amadora y al sureste con el estuario del Tajo. A través del estuario, Lisboa se une a los municipios de la Margen Sur: Almada, Seixal, Barreiro, Moita, Montijo y Alcochete.

## Toponimia
El primitivo asentamiento, íbero e influenciado por el comercio con Cartago, era llamado Olissipo. Según Bochart, el nombre provendría de los fenicios. y sería un derivado de la expresión Allis ubbo o puerto seguro en fenicio o en púnico, debido a que era un magnífico puerto en el estuario del río Tajo, sin embargo no existe ningún registro que pueda corroborar esta hipótesis. Según Tovar, Olisipo sería de origen tartésico, ya que el sufijo ipo es frecuente en las regiones de influencia turdetano-tartésica. El prefijo «Oli(s)» no sería único pues aparece en otra ciudad lusitana, de localización actualmente desconocida, que Pomponio Mela llamaba «Olitingi».
Los autores clásicos atribuían la fundación y el nombre a Ulises u Odiseo, basados en la afirmación de Estrabón (Geografía, II, 2, 13): "... en Iberia también puede verse una ciudad llamada Odysseia.

En el siglo iv, Solino escribió en Acerca de las maravillas del mundo, XXIII, 2: «Ibi oppidum Olisipone Ulixi conditum: ibi Tagus flumen» («Aquí la fortaleza de Olisipo fue fundada por Ulises junto al río Tajo»). Luís de Camões, el poeta nacional portugués recogió la leyenda en Os Lusíadas (Canto Octavo, V) :
Es Ulises quien labra santa casa
Al Númen que le da lengua fecunda
Que si en Asia a la grande Troya abrasa.
En Europa a Lisboa insigne funda.
Olissipo parece como Oilosipon en Ptolomeo y fue llamada Ulishbon por los visigodos y لشبونة (al-Ushbuna) o اليكسبونا (al-Lixbûnâ) por los conquistadores musulmanes que se apoderaron de ella en 719.

## Geografía

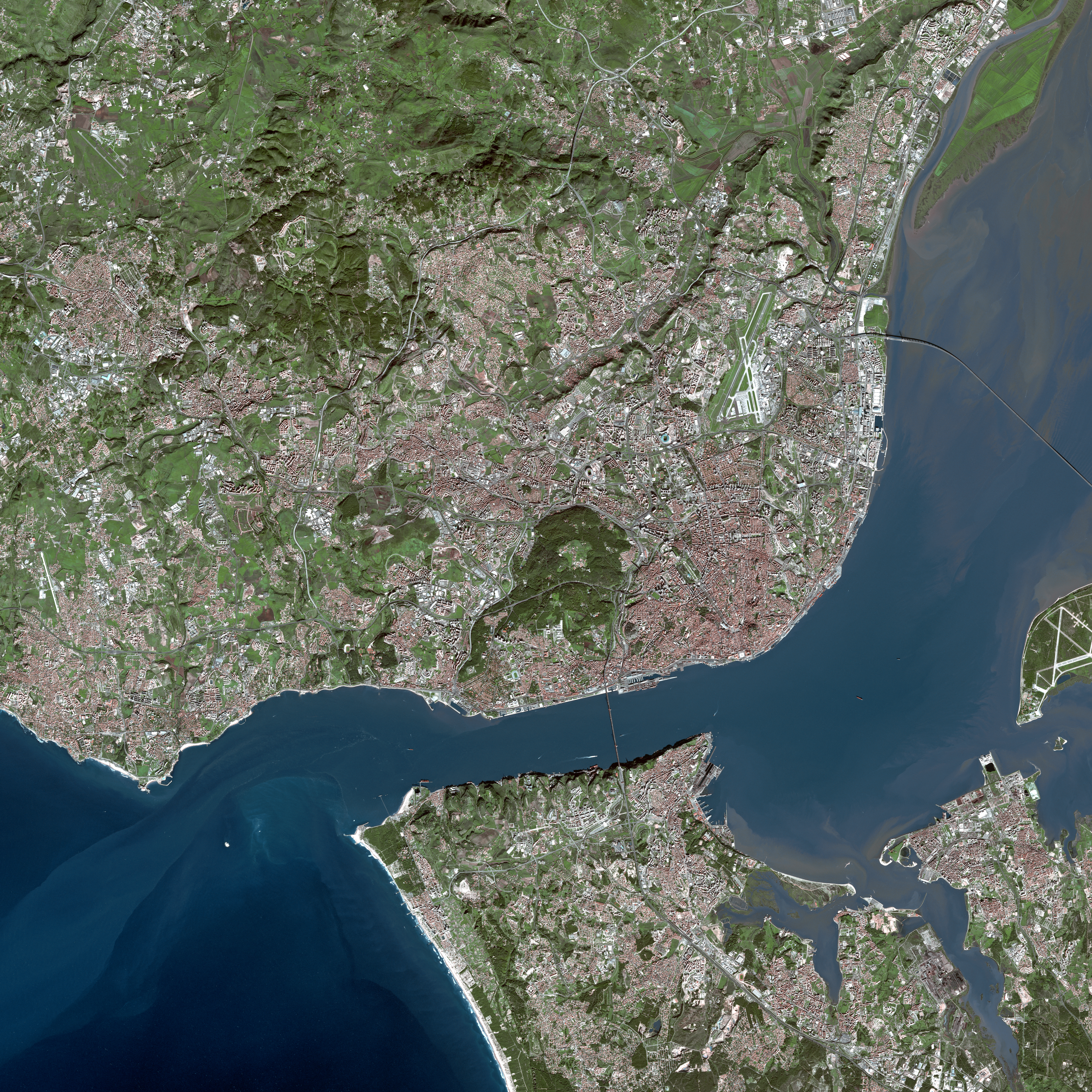
Imagen de satélite de Lisboa

Lisboa se encuentra en la latitud 38°43′ N y longitud 9°8′ O, lo que la convierte en la capital más occidental de la Europa continental. Se encuentra al oeste de Portugal, en la costa del océano Atlántico, en la margen derecha (al norte) del estuario del Tajo. La ciudad ocupa un área de 84,8 km². Los límites de la ciudad, al contrario de lo que suele ocurrir en las grandes ciudades, se encuentran bien delimitadas dentro de los límites del perímetro histórico. Esto produjo la creación de varias ciudades alrededor de Lisboa, como Loures, Odivelas, Amadora y Oeiras, que son de facto parte del perímetro metropolitano de Lisboa.
El centro histórico de la ciudad se compone de siete colinas, siendo algunas de las calles demasiado empinadas para permitir el paso de vehículos; la ciudad se sirve de tres funiculares y un elevador (elevador de Santa Justa). La parte occidental de la ciudad está ocupada por el parque forestal Monsanto, uno de los parques urbanos más grandes de Europa con un área de casi 10 km².
Hace siglos el estuario era más ancho; su reducción con el paso de los años ha provocado la ampliación del terreno disponible para la ciudad.
Lisboa se asienta sobre los restos de un antiguo campo volcánico que se extiende por todo el distrito de Lisboa. Entre los volcanes más conocidos están el Monsanto y las colinas de Lisboa.
| Noroeste: Odivelas         | Norte: Loures        | Nordeste: Noreste: Vila Franca de Xira y Samora Correia |
| Oeste: Amadora             |                      | Este: Alcochete                                         |
| Suroeste: Suroeste: Oeiras | Sur: Almada y Seixal | Sureste: Montijo Barreiro                               |

### Transportes

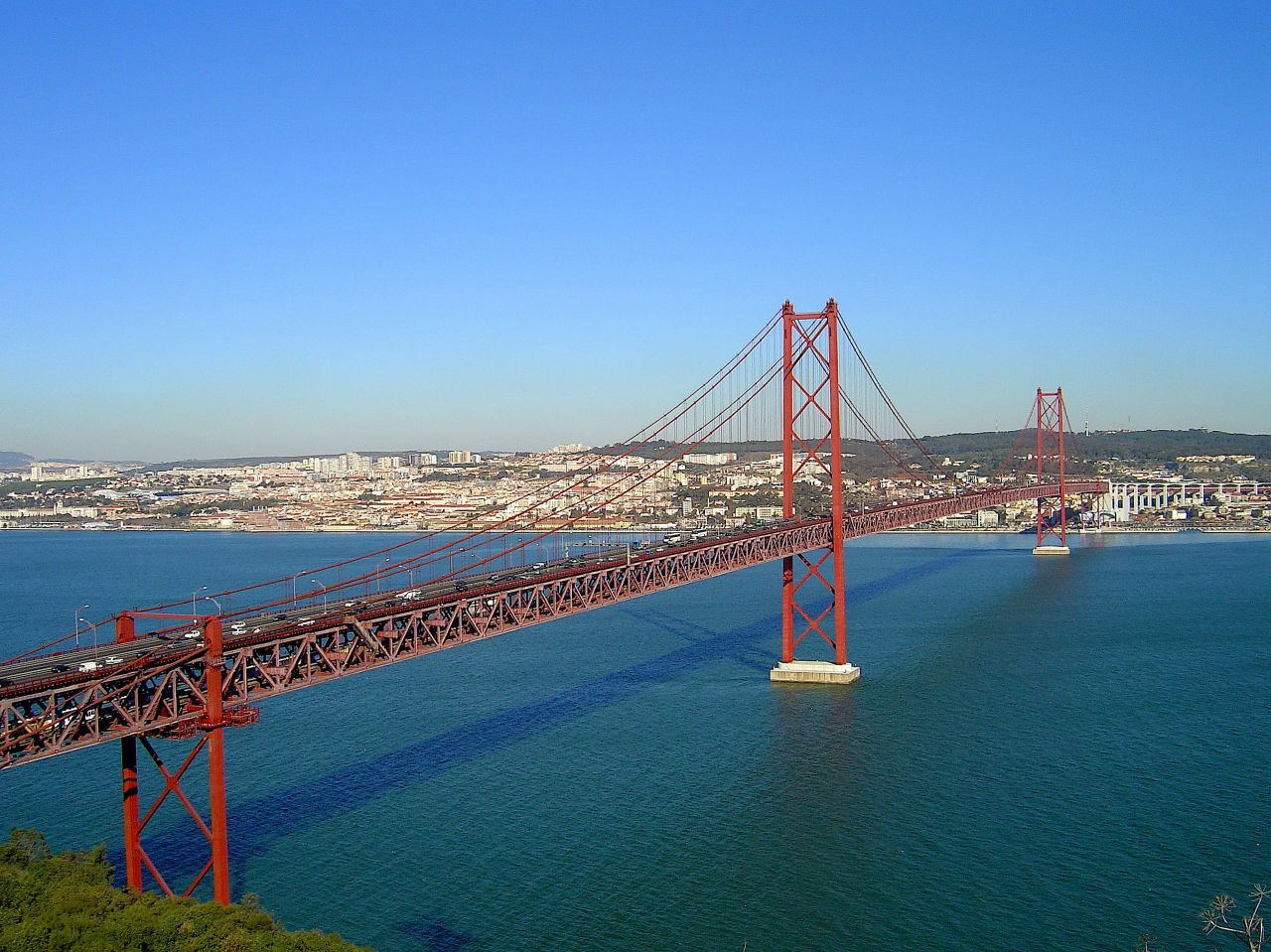
Puente 25 de Abril

Lisboa está conectada al otro margen del Tajo por dos puentes: el puente 25 de abril, en la parte sur, inaugurado el 6 de agosto de 1966, que la une con la población de Almada, y el puente Vasco da Gama inaugurado en mayo de 1998, que conecta el nordeste de la capital (Sacavém) a la ciudad de Montijo. Lisboa se comunica con el exterior a través del aeropuerto de Portela, el mayor de Portugal situado a 7 kilómetros del centro en la zona nordeste de la ciudad. En la actualidad está en proyecto la construcción de otro aeropuerto en la orilla sur del río Tajo, en Alcochete. El puerto de Lisboa es parada de numerosos cruceros y uno de los principales puertos turísticos europeos.
La ciudad acogió, en 1998, la exposición mundial (Expo 98), subordinada al tema de los océanos. La exposición abrió el 22 de mayo de 1998, precisamente el día en que se celebraron los 500 años del descubrimiento de la ruta marítima hacia la India por Vasco da Gama.
La ciudad dispone de una red ferroviaria urbana y suburbana con 8 líneas (siendo 4 de metro y 4 de tren suburbano) y 118 estaciones (48 de metropolitano y 70 de tren suburbano). Las principales estaciones de tren son la Estación de Oriente, proyecto del arquitecto Santiago Calatrava, Cais do Sodré y Santa Apolónia. La explotación de los autobuses está a cargo de la empresa Carris.

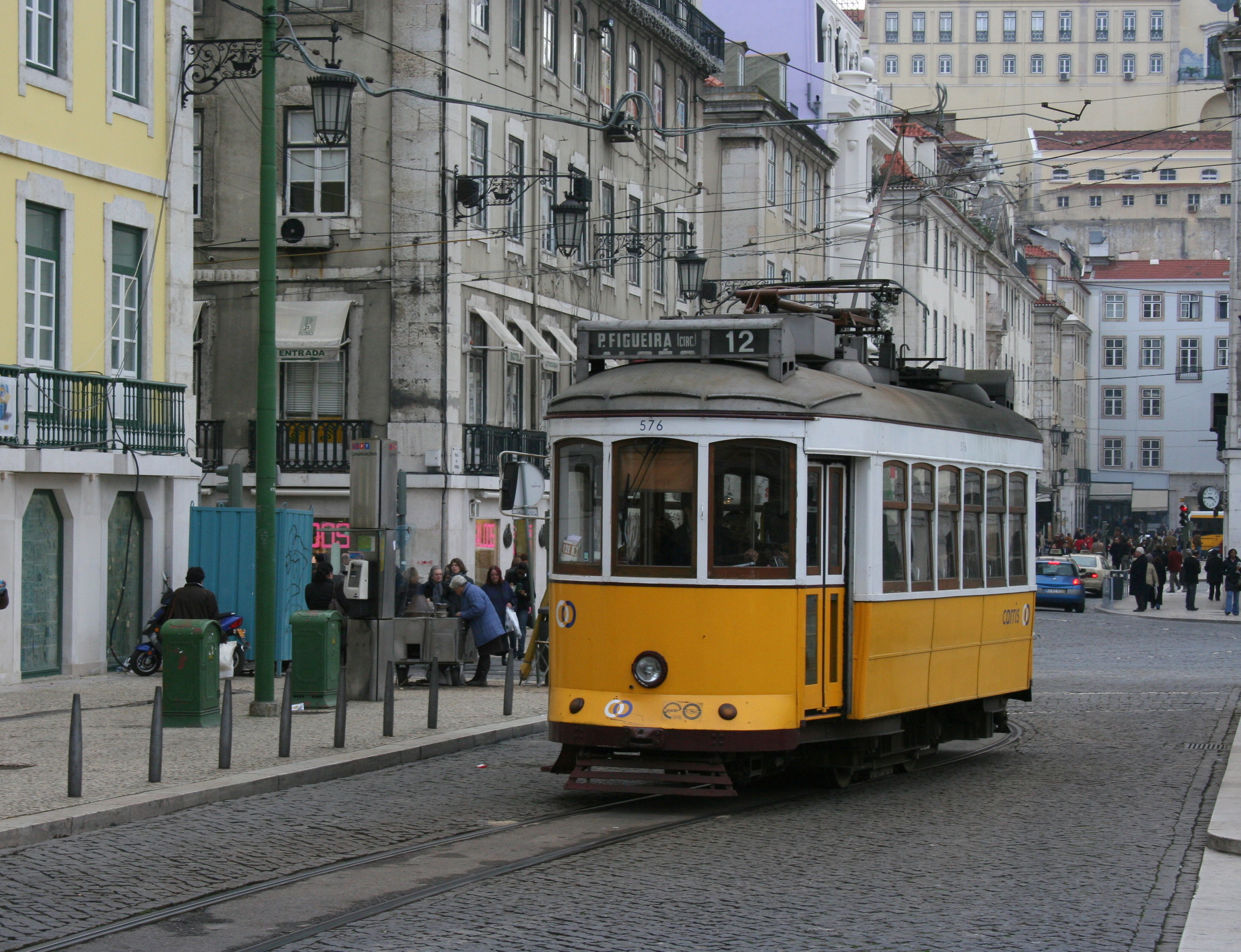
Tranvía remodelado

Lisboa mantiene también 5 líneas de tranvía, testimonio de una red que fue mucho más amplia. Cuatro de estas se explotan con vehículos con aspecto antiguo, pero remodelados, lo que constituye un atractivo turístico. La línea 15 (que une La plaza de Figueira con Algés) utiliza modernos trenes de varios coches con suelos bajos.
Todavía existe una red de transportes fluviales, el Transtejo, que une ambos márgenes del Tajo, con estaciones en Cais do Sodré, Belém, Plaza del Comercio y Parque de las Naciones, en el margen norte, y Cacilhas, Barreiro, Montijo, Trafaria, Porto Brandão y Seixal, en el margen sur.
Lisboa y su área metropolitana están conectadas por varias autopistas. Existen dos autopistas circulares, la interior y la exterior. Las principales vías que conectan la ciudad con el resto del país son las autopistas A1 (hacia el norte vía Vila Franca de Xira, la A8 (hacia el norte vía Loures), la A5 (hacia el oeste vía Cascaes), la A2 (hacia el sur vía Almada y la A12 (hacia el este vía Montijo).

### Clima
El clima de Lisboa es mediterráneo típico (tipo Csa), con precipitaciones variables, veranos secos y muy calurosos e inviernos suaves, está muy influenciado por la corriente del Golfo, por lo que las temperaturas son más suaves y las lluvias abundantes.
Los meses de primavera y de estío son generalmente soleados, con temperaturas máximas en torno a los 28 °C durante julio y agosto, y mínimas de unos 16 °C. El otoño y el invierno son generalmente lluviosos y ventosos, con algunos días soleados. Raramente baja la temperatura de 5 °C, que normalmente permanece en una media de 10 °C. Como media, hay 2800 horas de sol al año y 100 días con lluvias.
| Parámetros climáticos promedio de Lisboa, Portugal                                                              | Parámetros climáticos promedio de Lisboa, Portugal | Parámetros climáticos promedio de Lisboa, Portugal | Parámetros climáticos promedio de Lisboa, Portugal | Parámetros climáticos promedio de Lisboa, Portugal | Parámetros climáticos promedio de Lisboa, Portugal | Parámetros climáticos promedio de Lisboa, Portugal | Parámetros climáticos promedio de Lisboa, Portugal | Parámetros climáticos promedio de Lisboa, Portugal | Parámetros climáticos promedio de Lisboa, Portugal | Parámetros climáticos promedio de Lisboa, Portugal | Parámetros climáticos promedio de Lisboa, Portugal | Parámetros climáticos promedio de Lisboa, Portugal | Parámetros climáticos promedio de Lisboa, Portugal |
| Mes | Ene.                                               | Feb.                                               | Mar.                                               | Abr.                                               | May.                                               | Jun.                                               | Jul.                                               | Ago.                                               | Sep.                                               | Oct.                                               | Nov.                                               | Dic.                                               | Anual                                              |
| --- | -------------------------------------------------- | -------------------------------------------------- | -------------------------------------------------- | -------------------------------------------------- | -------------------------------------------------- | -------------------------------------------------- | -------------------------------------------------- | -------------------------------------------------- | -------------------------------------------------- | -------------------------------------------------- | -------------------------------------------------- | -------------------------------------------------- | -------------------------------------------------- |
| Temp. máx. abs. (°C)                                                                                            | 22.3                                               | 23.2                                               | 28.0                                               | 28.9                                               | 36.1                                               | 39.7                                               | 41.3                                               | 43.1                                               | 37.9                                               | 34.2                                               | 28.3                                               | 24.8                                               | 40.6                                               |
| Temp. máx. media (°C)                                                                                           | 13.5                                               | 14.8                                               | 16.8                                               | 17.7                                               | 19.4                                               | 25.8                                               | 26.0                                               | 27.7                                               | 27.7                                               | 24.4                                               | 16.8                                               | 14.4                                               | 20.4                                               |
| Temp. media (°C)                                                                                                | 9.3                                                | 10.4                                               | 11.9                                               | 13.2                                               | 16.7                                               | 20.3                                               | 22.2                                               | 23.5                                               | 18.9                                               | 16.1                                               | 12.6                                               | 10.6                                               | 17.4                                               |
| Temp. mín. media (°C)                                                                                           | 5.0                                                | 5.9                                                | 7.1                                                | 8.6                                                | 11.0                                               | 13.8                                               | 15.5                                               | 15.2                                               | 14.1                                               | 11.5                                               | 8.3                                                | 6.8                                                | 10.2                                               |
| Temp. mín. abs. (°C)                                                                                            | -3.3                                               | -2.8                                               | -1.3                                               | 0.1                                                | 2.6                                                | 5.6                                                | 9.5                                                | 8.0                                                | 5.5                                                | 1.4                                                | -0.3                                               | -1.2                                               | -3.3                                               |
| Precipitación total (mm)                                                                                        | 99.9                                               | 84.9                                               | 53.2                                               | 68.1                                               | 53.6                                               | 15.9                                               | 4.2                                                | 6.2                                                | 32.9                                               | 100.8                                              | 127.6                                              | 126.7                                              | 774                                                |
| Días de precipitaciones (≥ 1 mm)                                                                                | 17                                                 | 16                                                 | 15                                                 | 14                                                 | 13                                                 | 9                                                  | 6                                                  | 5                                                  | 8                                                  | 14                                                 | 15                                                 | 15                                                 | 147                                                |
| Horas de sol | 124.0                                              | 130.0                                              | 192.2                                              | 216.0                                              | 257.3                                              | 273.0                                              | 306.9                                              | 294.5                                              | 225.0                                              | 182.9                                              | 138.0                                              | 124.0                                              | 2461                                               |
| Fuente: Instituto de Meteorología (1981-2010), Hong Kong Observatory (Días de lluvias, Horas de sol, 1961-1990) |                                                    |                                                    |                                                    |                                                    |                                                    |                                                    |                                                    |                                                    |                                                    |                                                    |                                                    |                                                    |                                                    |

## Historia

### Prehistoria
Durante el Neolítico, la región estaba habitada por el sustrato de población preindoeuropea que se viene en denominar preíbero. Como en otros puntos de la Europa atlántica, se construyeron monumentos religiosos llamados megalitos, dólmenes y menhires que aún se pueden observar en los alrededores de la ciudad. Pueblos celtas entraron en contacto con el sustrato anterior y se asentaron en la zona antes del primer milenio antes de Cristo, surgiendo tribus de habla céltica como los conii y los Cempsii.
El poblado prerromano de Olisipo tiene su origen en los siglos VIII-VII a. C., y se asentaba en la cima y en las laderas de la colina donde actualmente se ubica el castillo de San Jorge. Se estima que la población rondaba entre los 2500 y 5000 habitantes.

### Edad Antigua

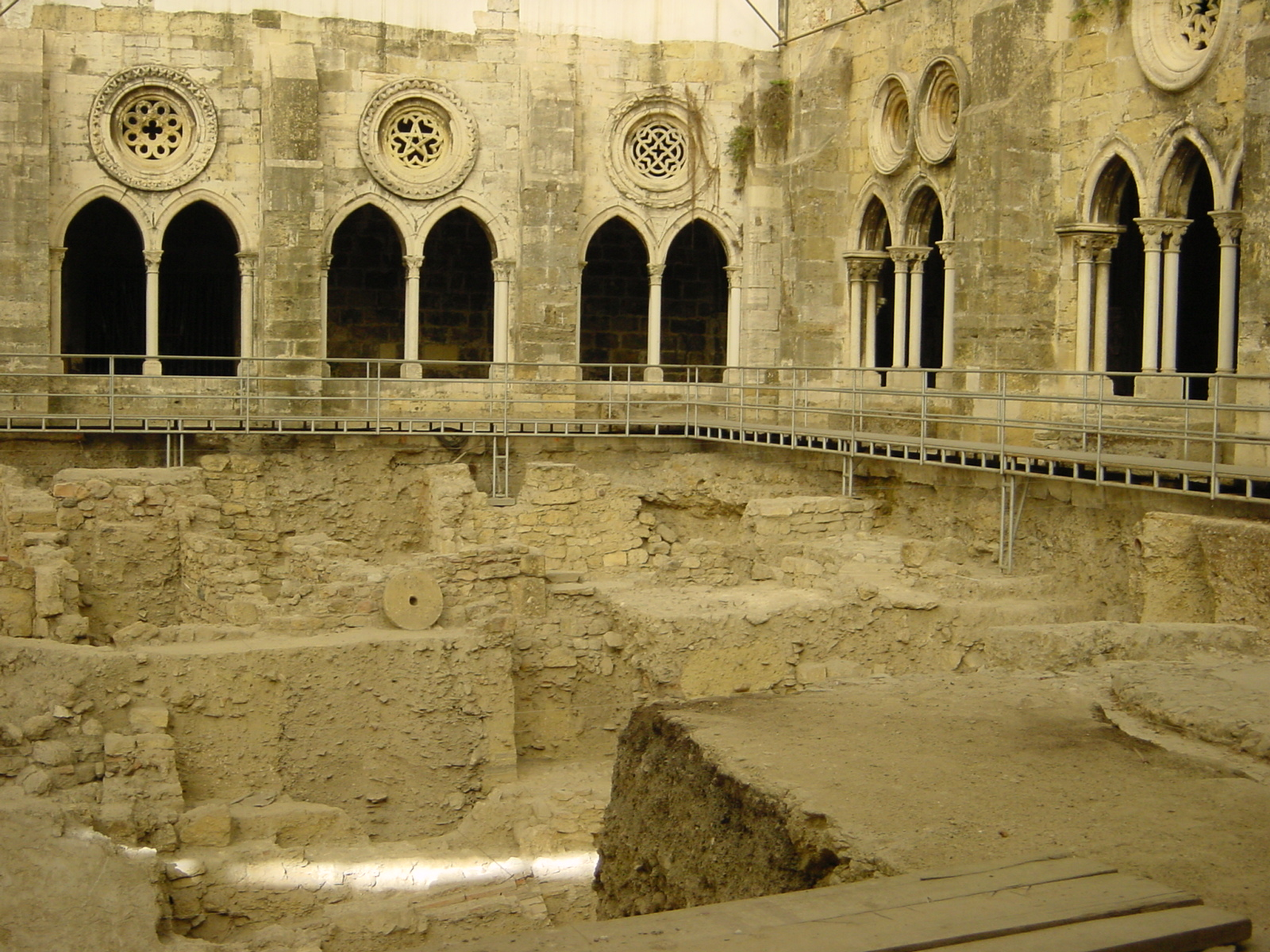
Hallazgos arqueológicos de origen fenicio bajo el claustro de la Catedral de Lisboa

Lisboa es para unos de origen griego, para otros fenicio, siendo una cuestión más bien basada en la leyenda, que en la evidencia arqueológica. El puerto natural que creaba el estuario del río Tajo lo convirtió en punto adecuado para crear un asentamiento que proveyera de comida a los barcos fenicios que se encontraban en ruta comercial hacia las islas del Estaño (actualmente islas Sorlingas y Cornualles).
Los fenicios también aprovecharon la situación de la colonia en la boca del río más grande de la península ibérica para comerciar con las tribus del interior de las que obtenían metales preciosos. Otro importante producto local era la sal, el pescado salado y los caballos lusitanos.
Recientemente, se han encontrado vestigios fenicios del siglo VIII a. C. bajo la catedral de Lisboa. Sin embargo, algunos historiadores modernos consideran irreal la idea de la fundación fenicia y estiman que Lisboa era una antigua civilización autóctona (oppidum) y que, como máximo, mantenía relaciones comerciales con los fenicios, lo que explicaría la presencia de cerámica fenicia y otros objetos.
Durante las guerras púnicas, después de la muerte de Aníbal Barca (cuyas tropas incluían a miembros de la tribu de los Conii), los romanos decidieron arrebatar a Cartago su posesión más valiosa, Hispania (nombre dado por los romanos a la península ibérica). Tras la derrota de los cartagineses a manos de Escipión el Africano en Hispania oriental, la pacificación del oeste la llevó a cabo el cónsul Décimo Junio Bruto Galaico. Él firmó un acuerdo con Olissipo para que esta enviara a sus súbditos a luchar junto con las legiones romanas contra las tribus célticas del noroeste. Como compensación, Olissipo se integró en el imperio con el nombre de Felicitas Julia, constituyendo un Municipium Cives Romanorum. Se garantizó el autogobierno en un territorio de 50 kilómetros alrededor de la ciudad, estaban exentos de impuestos y sus ciudadanos tenían los privilegios de los ciudadanos romanos.[cita requerida] La zona pasó a constituir la provincia de Lusitania con capital en Augusta Emerita. Los ataques de los lusitanos a la ciudad durante las frecuentes rebeliones debilitaron la ciudad y hubo que construir un muro.

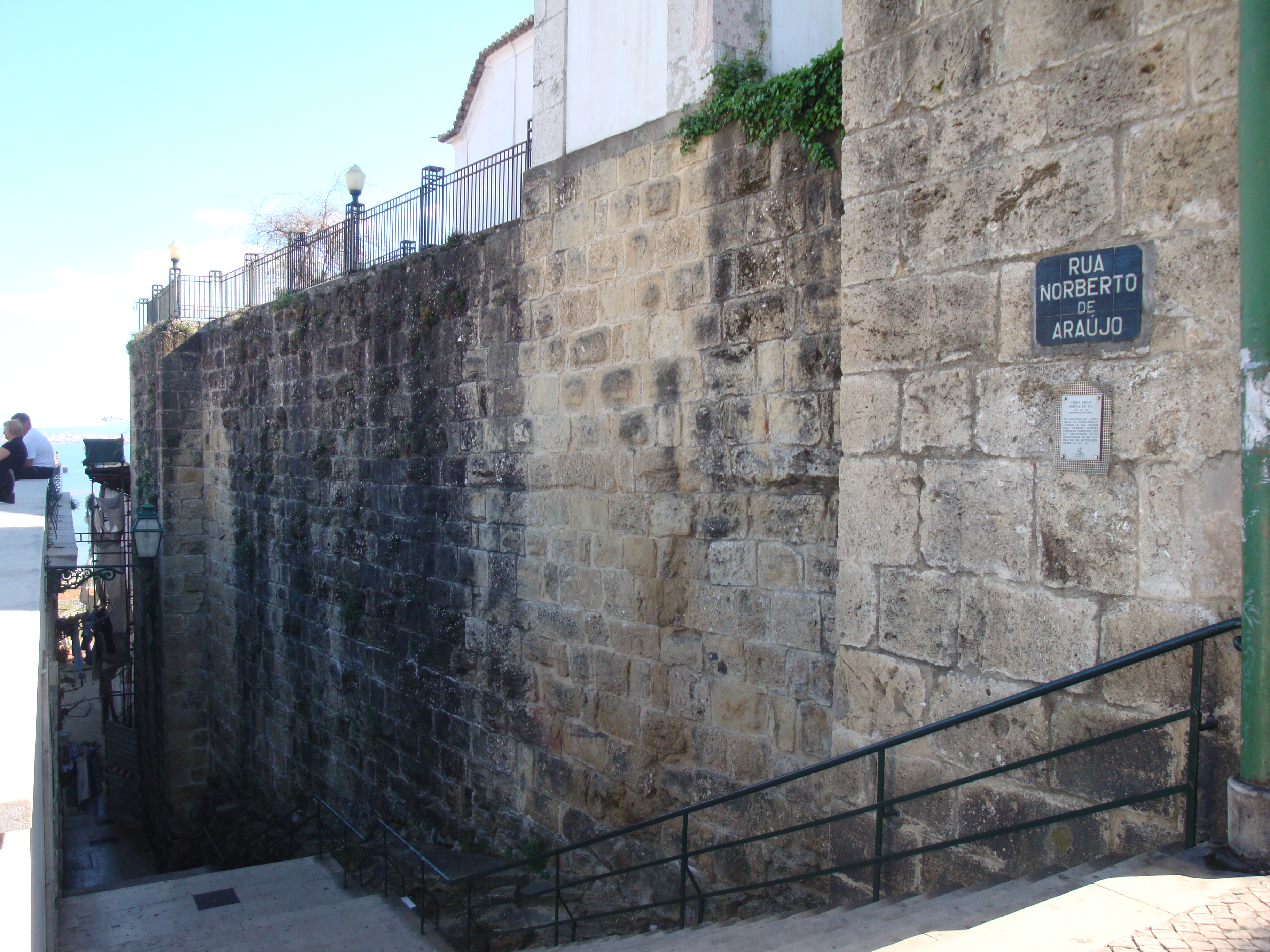
Restos de las murallas romanas de la ciudad de Olissipo, que se situaba en la provincia romana de Lusitania

Durante el reinado de César Augusto, los romanos construyeron un teatro y un anfiteatro; unas termas situadas en la actual calle de la Plata; los templos de Júpiter, Diana, Cibeles, Tetis e Idae Phrygiae (un culto poco común procedente de Asia Menor), aparte de templos en honor al emperador; una necrópolis bajo la actual plaza de Figueira; un foro y otros edificios como las insulae, una zona de viviendas entre la actual colina del castillo y el centro de la ciudad. Muchas de estas ruinas fueron desenterradas a mediados del siglo xviii, cuando el descubrimiento de Pompeya desató una ola de furor arqueológico en las clases altas europeas.
Económicamente, Olissipo era conocida por su garum, una especie de salsa de pescado afrodisíaca que se exportaba a Roma y otras ciudades. El vino, la sal y los caballos eran otros elementos de exportación. Además de la explotación de las minas de oro y plata, una gran parte de la riqueza que conseguían los romanos provenía de los tributos, los impuestos, los rescates y los saqueos de los tesoros de los pueblos de Lusitania y del resto de la península. La ciudad prosperó cuando se terminó con la piratería y llegaron avances tecnológicos, que permitieron la expansión del comercio con las nuevas provincias romanas de Britania (especialmente Cornwall y el Rin y a través de la civilización que vivía a orillas del Tajo. La ciudad era gobernada por una oligarquía dominada por dos familias, los Julii y los Cassiae.
Junto con la mayoría de hablantes de Latín existían minorías de comerciantes griegos y esclavos. La ciudad estaba conectada por calzadas romanas a otras dos ciudades, Bracara Augusta (actualmente la ciudad portuguesa de Braga) y Augusta Emerita, actualmente Mérida (España).
Olissipo sería uno de los primeros núcleos en abrazar el cristianismo. El primer obispo de la ciudad fue San Gens. Sufrió las invasiones bárbaras por parte de los alanos, los vándalos y posteriormente fue parte del reino de los suevos, antes de ser tomada por los visigodos del reino visigodo de Toledo, que la llamaron Ulishbona.

### Edad Media
Lisboa fue tomada por los árabes aproximadamente en el 711 (recibió el nombre «al-ʾIšbūnah» en árabe الأشبونة). Los musulmanes, procedentes del norte de África y Oriente Próximo, construyeron varias mezquitas, casas y los muros de la ciudad, que actualmente se llama Cerca Moura. La ciudad mantuvo una población diversa entre la que se encontraban cristianos, bereberes, árabes, judíos y saqalibas.

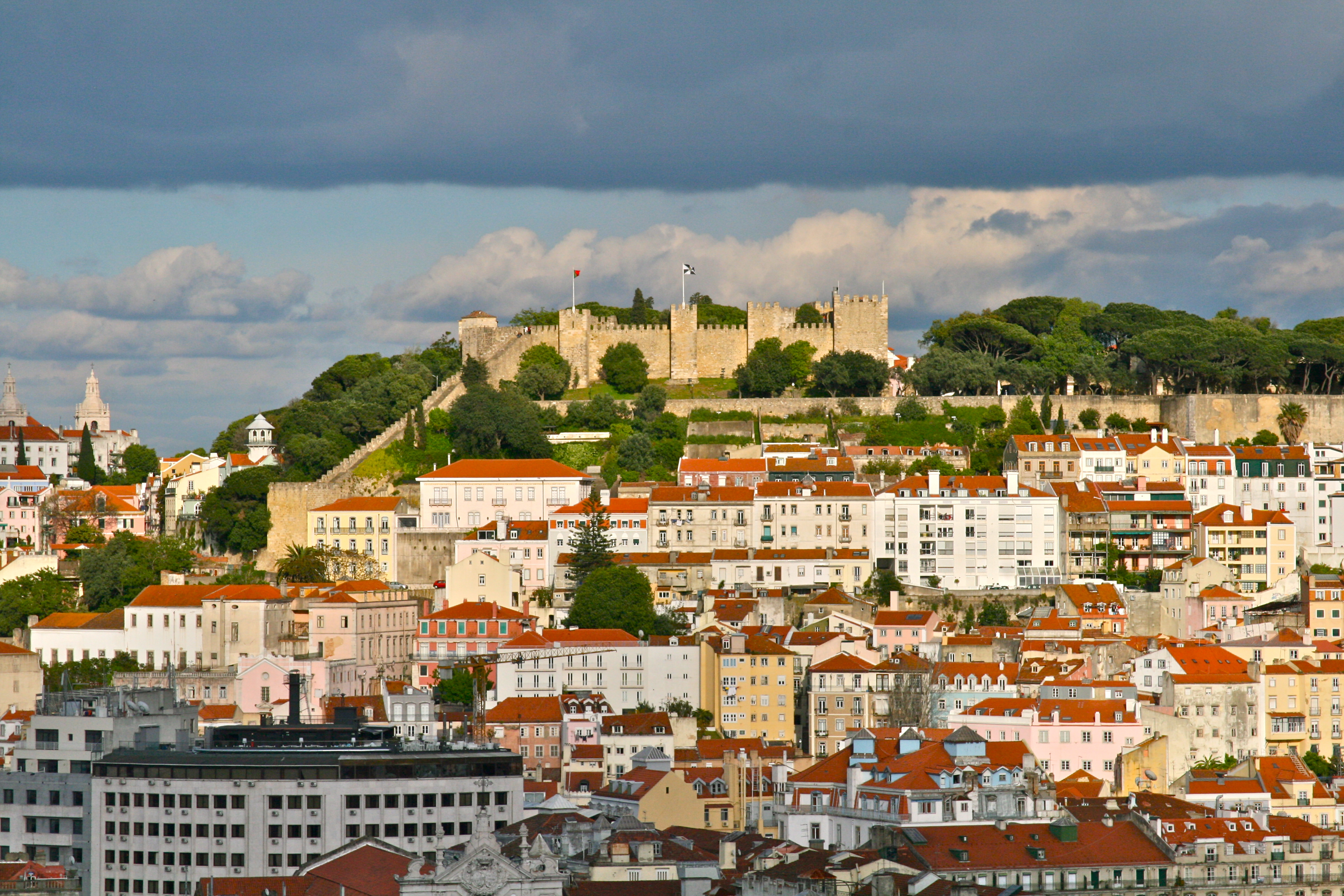
Castillo de San Jorge de Lisboa, iniciado por los musulmanes

El árabe se impuso como idioma oficial. El mozárabe era la lengua materna que hablaba la población cristiana. El islam era la religión oficial, practicada por los árabes y los muladís, los cristianos y judíos podían mantener sus creencias, en calidad de dhimmis, y previo pago del yizia. La influencia musulmana todavía puede ser observada en el Alfama, la parte vieja de la ciudad que resistió al terremoto. Algunos nombres derivan del árabe; la Alfama, el distrito más antiguo de Lisboa, deriva del árabe al-hamma.
Fue saqueada en 798 por Alfonso II de Asturias. En 844, los vikingos atacan Lisboa con 54 bajeles y la saquearon durante trece días antes de ser expulsados. Hubo otra invasión vikinga en 966. Entre 1013 y 1022, durante el periodo Taifa, Lisboa perteneció a la Taifa de Badajoz, mientras se mantuvo bajo el poder de Sabur al-Saqlabi, un saqaliba, antiguo súbdito de Alhakén II.
Un primer intento de los portugueses de tomar la ciudad fracasó en 1137. En 1147, como parte de la Reconquista, un grupo de caballeros franceses, ingleses, alemanes, y portugueses, liderados por Alfonso I de Portugal, asediaron y conquistaron Lisboa, pasando a manos cristianas.
La reconquista de Portugal y el restablecimiento del cristianismo es uno de los eventos más significativos de la historia lisboeta; aunque se sabe que había un obispo mozárabe en la ciudad que fue asesinado por los cruzados y que la población estaba rezando a la Virgen cuando les atacaba una plaga. El árabe perdió su estatus de oficialidad y poco a poco fue dejado de usarse en la vida cotidiana. La población musulmana que quedó se convirtió al catolicismo o fueron expulsados, mientras que las mezquitas se transformaron en iglesias.
Lisboa recibió su primer fuero en 1179 y se convirtió en capital de Portugal en 1255 debido a su localización central en el territorio portugués.
Entre 1383 y 1385 hubo una guerra civil (crisis de 1383-1385) en Portugal por la sucesión del último rey de la dinastía de Borgoña, Fernando I, entre los partidarios de doña Beatriz de Portugal, la esposa del rey Juan I de Castilla y los de Juan I de Avis. Lisboa, alineada con el bando de Avis, sufrió un asedio por parte del ejército castellano (que intervino en la crisis a favor de Beatriz), levantado por una epidemia de peste entre los sitiadores. Una segunda invasión terrestre fue derrotada en Aljubarrota en 1385.
En 1290, Dionisio I fundó el Estudo Geral (Estudio General) (actualmente Universidad de Coímbra), siendo trasladada varias veces a Coímbra, donde se instaló de forma definitiva en el siglo xvi.

### Edad Moderna

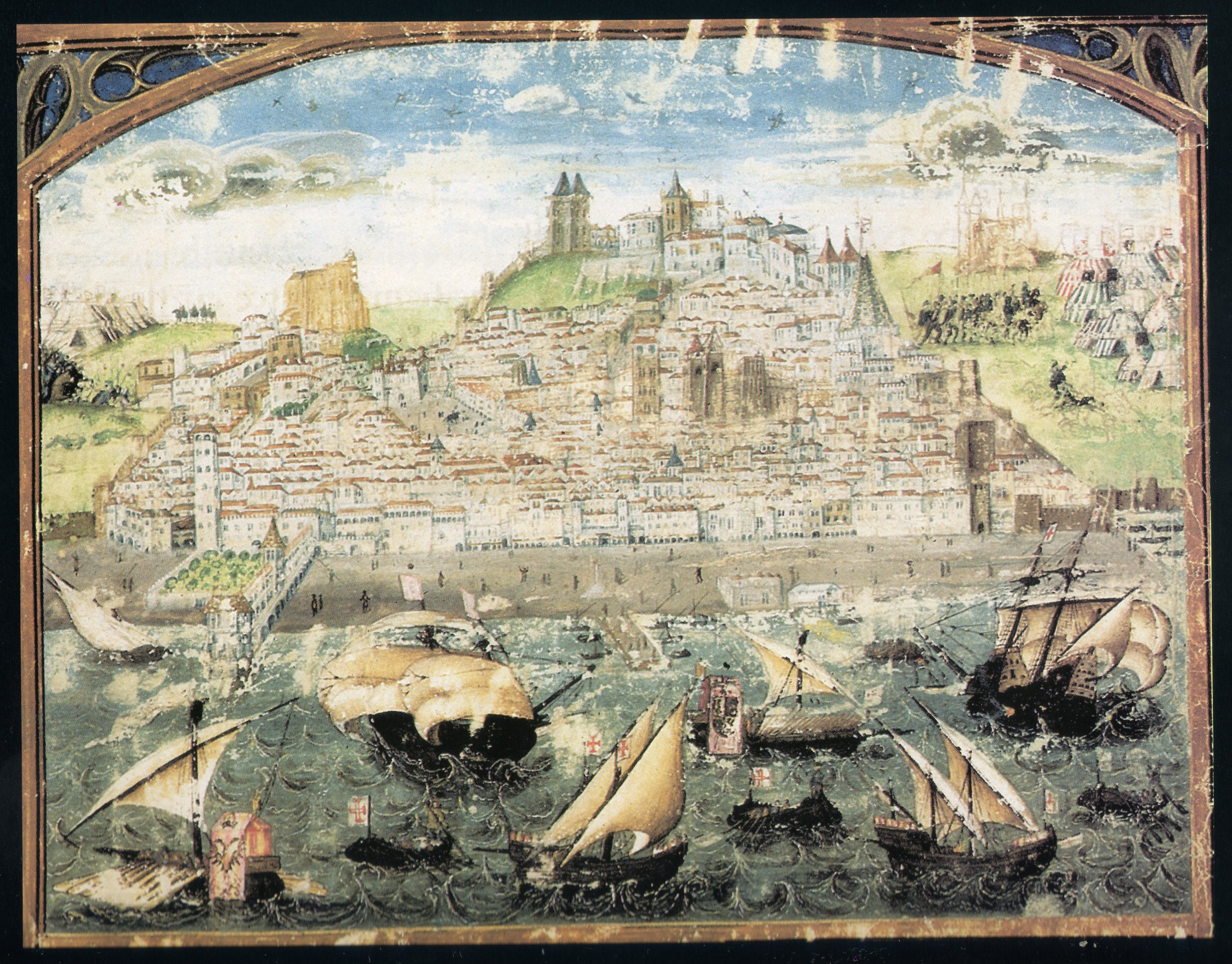
La representación más antigua de Lisboa (1500–1510), de la Crónica de Dom Afonso Henriques, por Duarte Galvão

La mayoría de las expediciones portuguesas de la Era de los Descubrimientos partieron de Lisboa durante los siglos xv y xvii, incluyendo la salida de Vasco da Gama hacia la India en 1497. El siglo xvi supone la era de oro de Lisboa que se convirtió en un punto de comercio europeo con el lejano oriente, mientras que el oro de Brasil llegaba a la ciudad.
En esta época de oro, las casas de Lisboa tenían entre tres y cinco pisos, siendo el bajo una tienda y los últimos almacenes para comerciantes. En esta época Lisboa recoge el testigo de los genoveses en el comercio de esclavos (que eran de África, de la península ibérica y del resto de Europa). Se convirtió en un puerto por el que pasaban esclavos que después eran vendidos en diversos puntos de Europa. Lisboa recibía una gran cantidad de comerciantes extranjeros.
Tras la incorporación de Portugal a la Monarquía Española de Felipe II (1580), se consideró incluso el establecimiento de la corte en Lisboa, pero se descartó, en beneficio de Madrid, donde se había fijado la capital en 1561. Los principales episodios de la revuelta de restauración de 1640, que obtuvo la independencia de Portugal, tuvieron lugar en Lisboa.
Al inicio del siglo xviii, durante el reinado de Juan V, la ciudad es dotada con una gran obra pública extraordinaria para la época: el acueducto de las Aguas Libres.
El terremoto de Lisboa de 1755 mató a entre 60 000 y 100 000 personas. Voltaire escribió su Poême sur le désastre de Lisbonne, justo después, y mencionó el terremoto en su novela Cándido de 1759 (de hecho, algunos argumentan que su crítica al optimismo fue inspirada en el terremoto). Oliver Wendell Holmes también lo menciona en su poema The Deacon's Masterpiece, or The Wonderful One-Hoss Shay, de 1857.

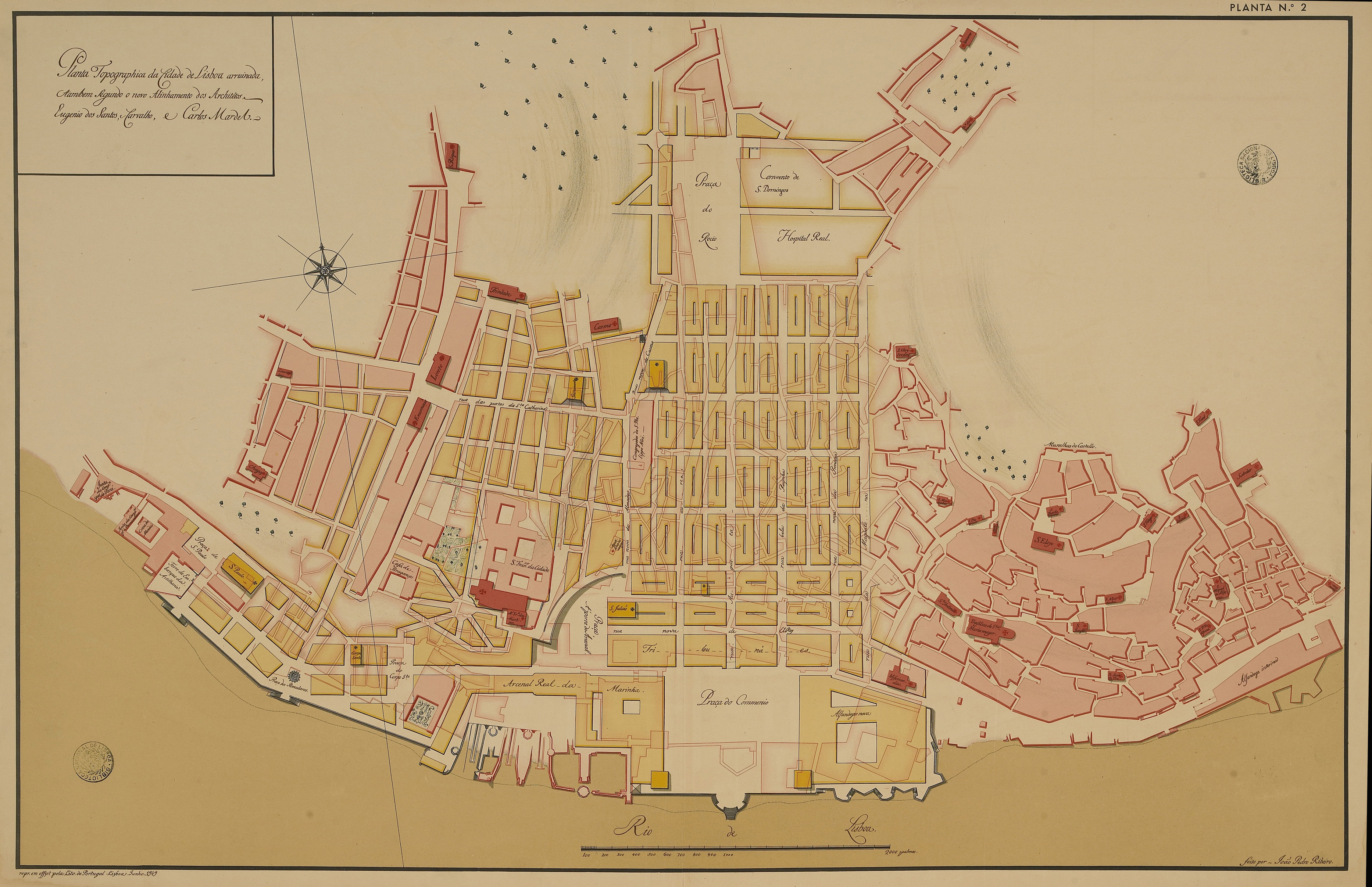
Plano elaborado por el marqués de Pombal en 1756 para la reconstrucción de Lisboa tras el terremoto de 1755

Después del terremoto de 1755, la ciudad fue reconstruida según los planes del marqués de Pombal, por el cual a la parte central se le denomina Baixa Pombalina. En vez de reconstruir la ciudad medieval, el marqués de Pombal decidió destruir lo que había resistido al terremoto y reconstruir la ciudad con normas urbanísticas de la época. La cuadrícula adoptada en los planos de reconstrucción permitió diseñar las plazas de Rossio y de del Comercio.

### Edad Contemporánea

Tranvía 572 de Lisboa, de la compañía Carris, en la plaza del Comercio

A principios del siglo xix, Portugal fue invadido por las tropas de Napoleón Bonaparte, obligando al rey Juan VI a huir a Brasil. Las tropas napoleónicas fueron expulsadas por los ejércitos angloportugueses al mando de Arthur Wellesley, duque de Wellington. Este permitió a los ocupantes la evacuación de la ciudad, acordada en el Convenio de Sintra.
La ciudad vivió intensamente la Guerra Civil y comenzó la época del florecimiento de las cafeterías y teatros. Más tarde, en 1879, fue abierta la avenida da Liberdade que inició la expansión de la ciudad más allá de la Baixa.

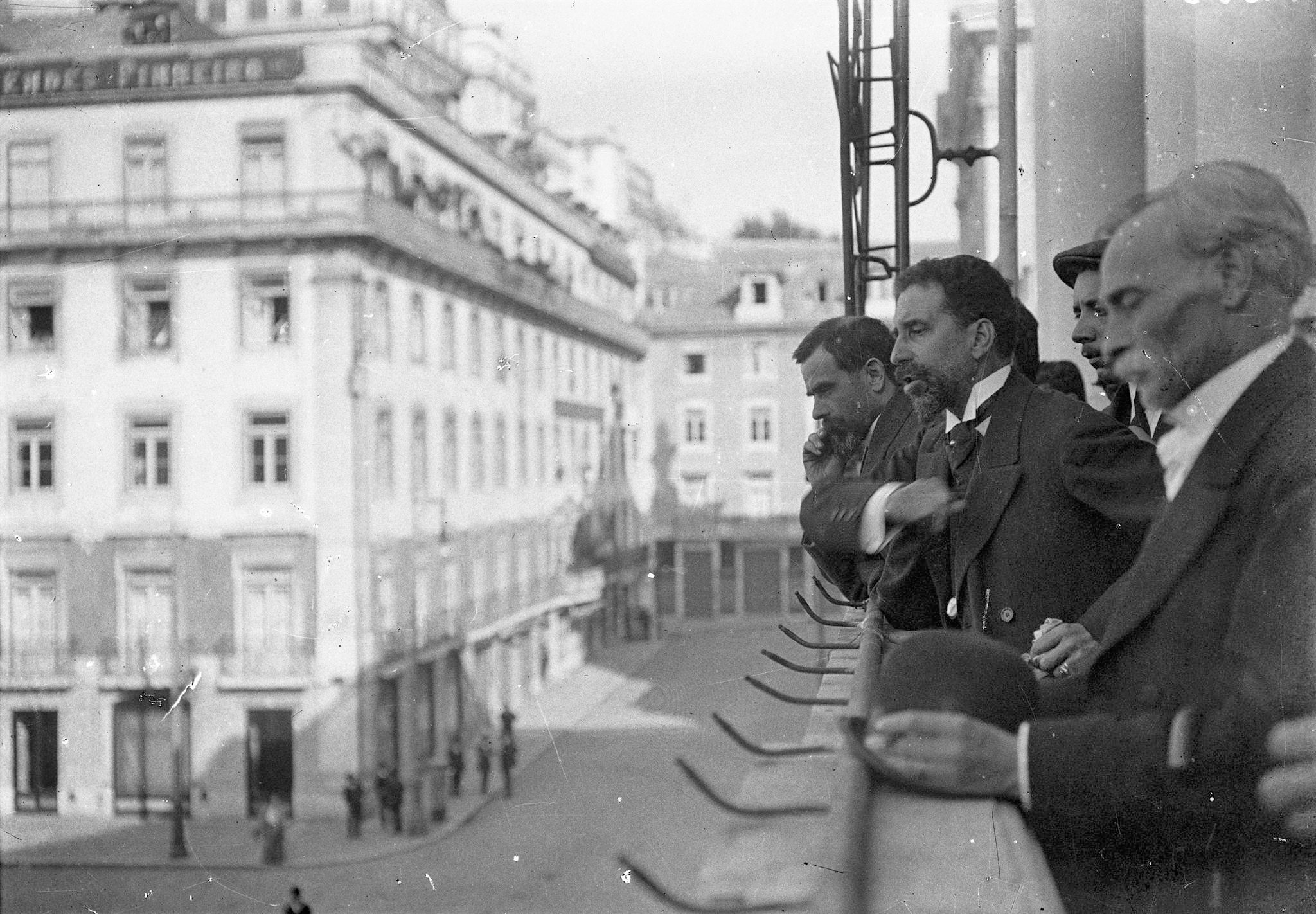
Proclamación de la Primera República Portuguesa por José Relvas en Lisboa el 5 de octubre de 1910

Lisboa fue el centro de la Revolución del 5 de octubre de 1910, que instauró la Primera República Portuguesa. Previamente, había tenido lugar el regicidio de Carlos I en 1908.
Durante la Segunda Guerra Mundial, Lisboa fue uno de los pocos puertos atlánticos europeos neutrales, siendo una puerta de salida de refugiados.
En Lisboa tuvo lugar la Revolución de los Claveles que en 1974 puso fin al régimen dictatorial que se mantenía en el poder desde 1928.
En 1985, se produce la firma del Tratado de Adhesión a la Comunidad Económica Europea de Portugal y España, en el monasterio de los Jerónimos, en Lisboa, por parte del presidente de la República, Mário Soares.
En 1988, el incendio de Chiado costó la vida a dos personas y provocó 75 heridos graves. Cerca de una veintena de edificios históricos y un área de 10 000 m² resultaron destruidos en este incendio cuyas tareas de extinción no fueron dadas por terminadas hasta 11 días después de su inicio. El hecho interrumpió la vida normal del área durante diez años.
Lisboa fue Capital Europea de la Cultura en 1994. La Expo 98 se celebró coincidiendo con la conmemoración del 500.º aniversario del viaje a la India de Vasco da Gama. Este acontecimiento fue aprovechado para realizar una remodelación en la ciudad.
La Agenda de Lisboa fue un acuerdo de la Unión Europea basado en medidas para la mejora de la economía europea, firmado en Lisboa en 1999. Sin embargo, el evento más transcendental que ha celebrado la UE en esta ciudad es la firma del Tratado de Lisboa en diciembre de 2007.

## Demografía

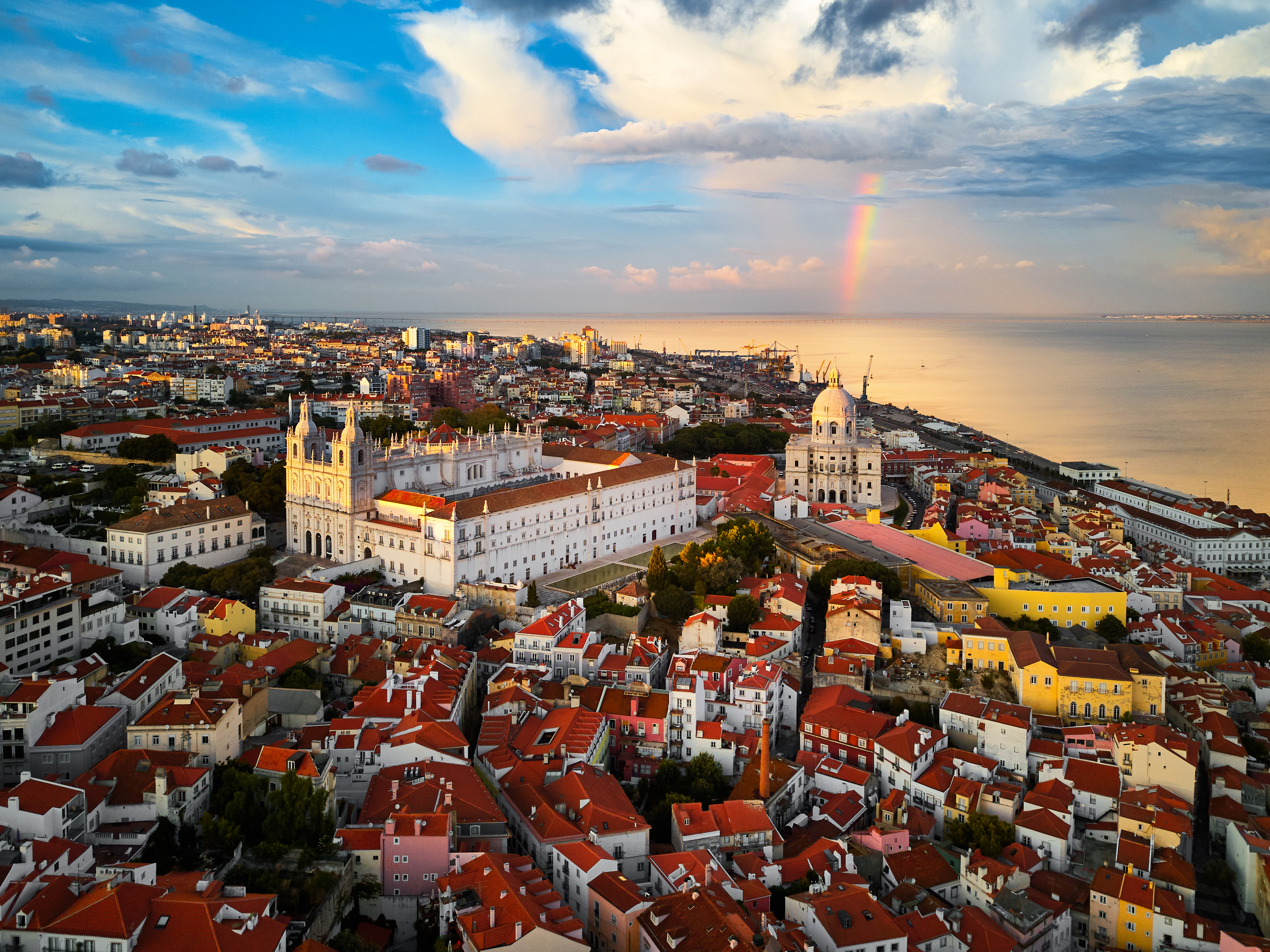
Vista aérea de la ciudad

La población de la ciudad se caracteriza por las subidas y bajadas a lo largo de su historia. Superó a Sevilla tras la peste en el siglo xvii y hasta buena parte del xix fue la ciudad más poblada de la península. Actualmente, la población de Lisboa está a la baja y ha sido superada por Madrid, Barcelona, Valencia, Sevilla, Zaragoza y Málaga. La población del área metropolitana está en aumento debido a que la población se está trasladando del centro a la periferia o, incluso, a otras ciudades vecinas.
La población de la ciudad es de 545 796 según el censo de 2021, el área metropolitana cuenta con 2 870 208 habitantes en una extensión cercana a los 3000 km², cerca de un tercio de la población de Portugal. La densidad de población de la ciudad es de 6518,1 habitantes por km². El área metropolitana de Lisboa es una de las aglomeraciones urbanas en la Unión Europea que más rápido crecen, y se estima que su población aumentará hasta 4,5 millones de habitantes en 2050.
En la actual estructura demográfica de Lisboa, las mujeres representan más de la mitad de la población (54 %) y los varones el 46 %. La ciudad tiene una pirámide demográfica envejecida con un 23 % de personas con 65 años o más, mientras que la media portuguesa es del 16 %. El 13 % de la población tiene menos de 15 años, el 9 % tiene entre 15 y 24 y el 53 % restante tiene entre 25 y 64.
Como curiosidad hay que añadir que los lisboetas reciben el apodo de alfacinhas, debido al intensivo cultivo de lechugas que hacían los antiguos habitantes de Lisboa en los campos cercanos a la capital.

## Administración y política
En Lisboa se encuentran los principales centros políticos del país (ministerios, tribunales, etc.). El municipio de Lisboa está administrado por el ayuntamiento compuesto por 17 concejales. Existe una asamblea municipal que es el órgano legislativo del municipio, constituida por 107 diputados. El alcalde es Carlos Moedas (PSD).
Dos agencias de la Unión Europea tienen sede en Lisboa; el Observatorio Europeo de las Drogas y las Toxicomanías; y la Agencia Europea de Seguridad Marítima. La CPLP (Comunidad de Países de Lengua Portuguesa) también tiene su sede en Lisboa.

## Economía

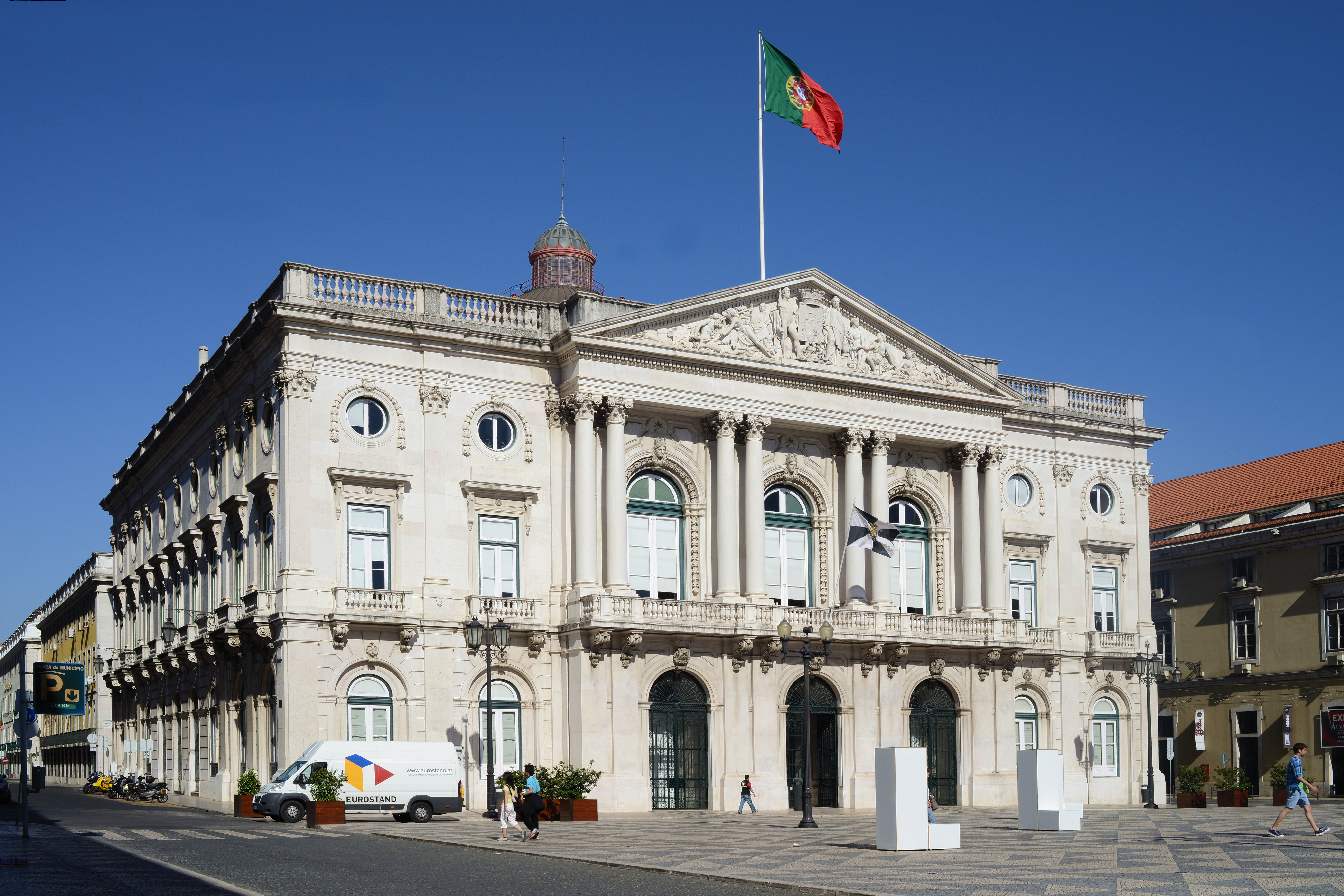
Ayuntamiento de Lisboa

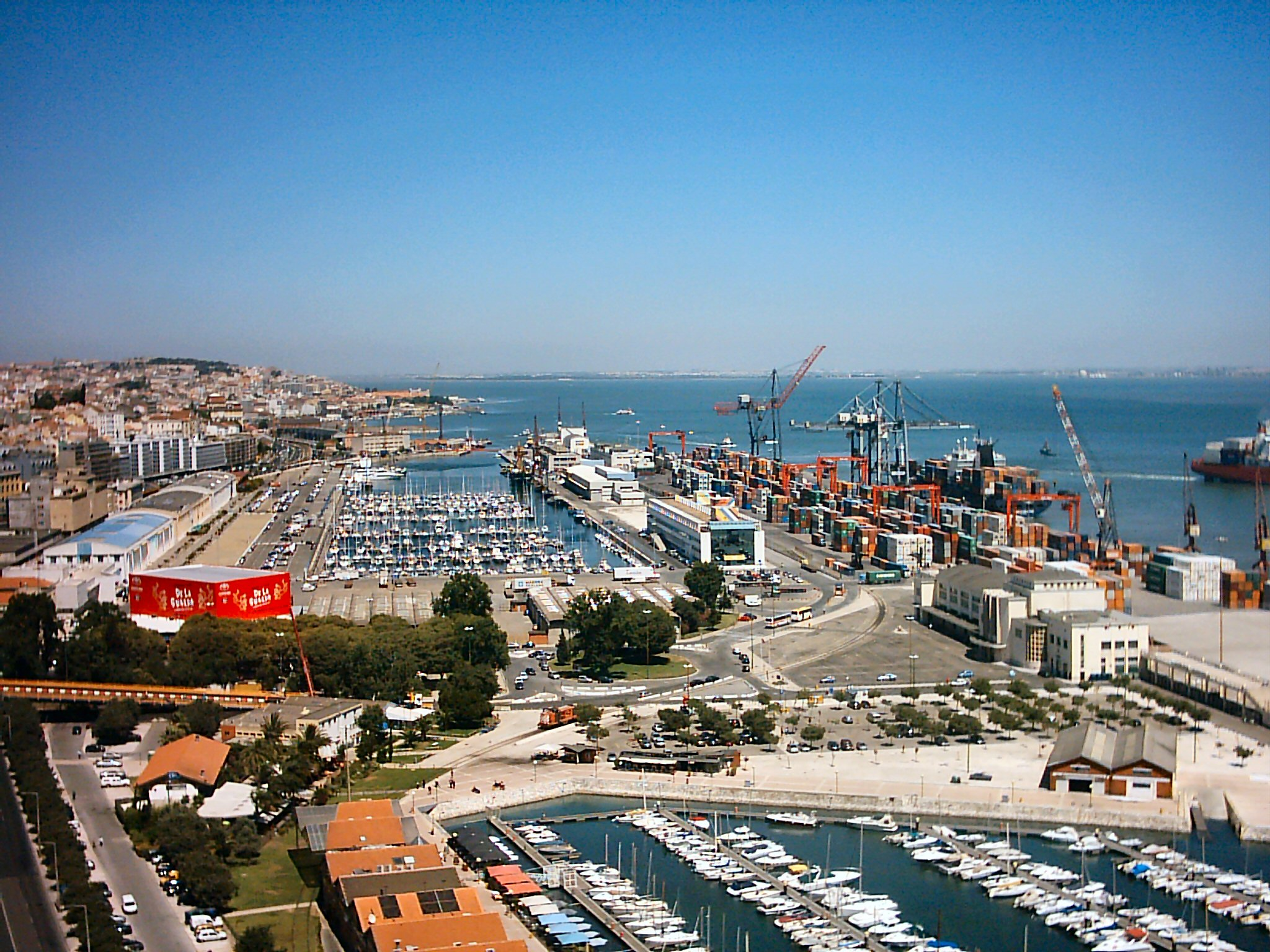
Puerto de Lisboa

Lisboa es la ciudad más rica de Portugal con un PIB per cápita superior a la media europea. El puerto de Lisboa compite con el de Bilbao como principal puerto de contenedores del «Arco Atlántico europeo». Está equipado con tres muelles para varios cruceros: Alcântara, Rocha Conde Obidos y Santa Apolónia. Por otro lado, la ciudad tiene varios puertos deportivos, como en Belém, Santo Amaro, Bom Sucesso, Alcântara e Olivais.
Lisboa, como capital de Portugal tiene una economía concentrada en los servicios. La mayoría de las sedes de las multinacionales existentes en el país están situadas en Lisboa y además es la 9.ª ciudad del mundo que más congresos celebra.
El área metropolitana de Lisboa está altamente industrializada, especialmente en los siguientes sectores: refinería de petróleo, industria textil, astilleros, siderurgia y pesca.

## Educación

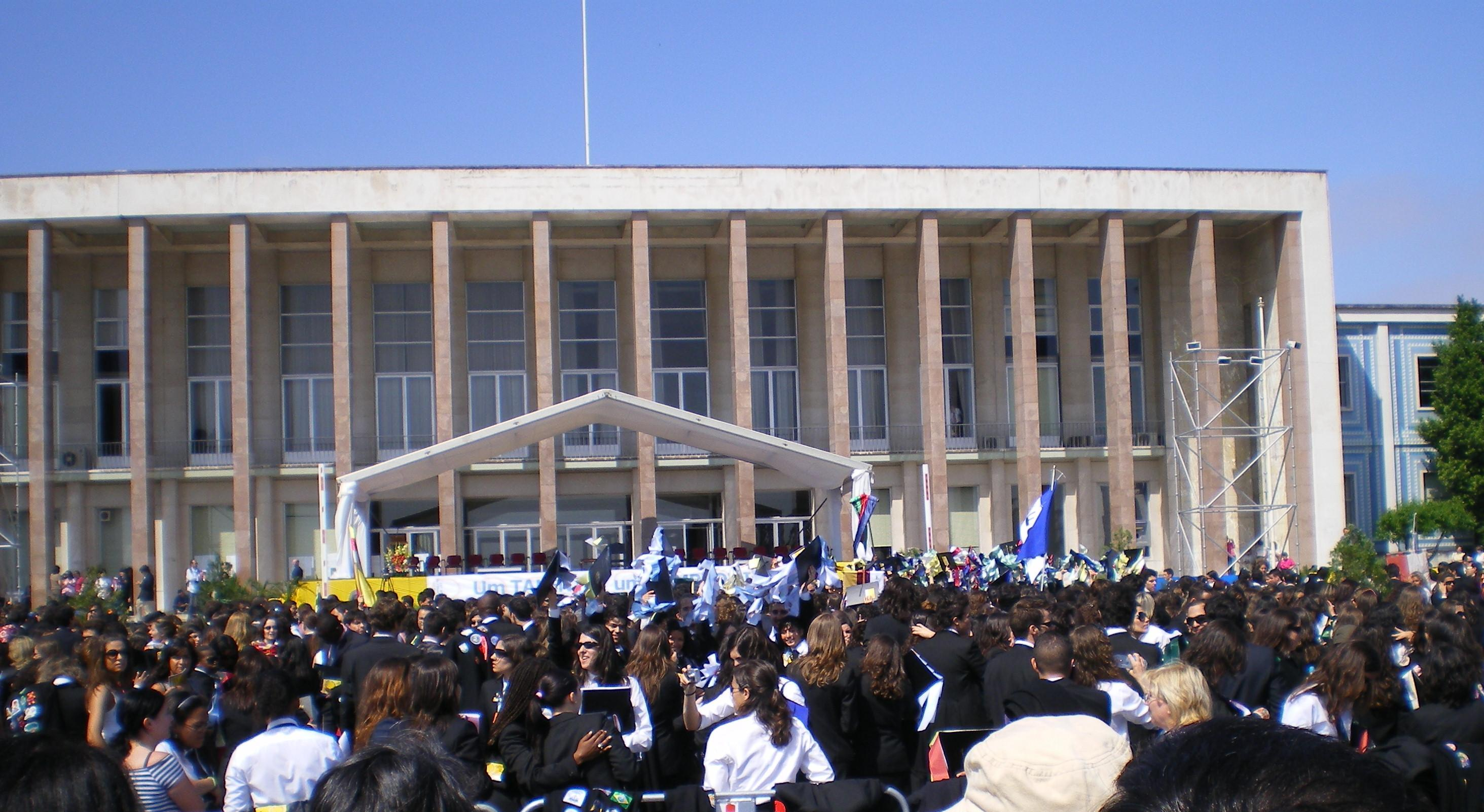
Universidad de Lisboa

Lisboa refundó su propia universidad en 1911 después de siglos de inactividad, reuniendo diversas escuelas y colegios universitarios preexistentes, como la Escuela Politécnica.
En esta ciudad hay tres universidades públicas: la Universidad de Lisboa, la Universidad Nueva de Lisboa y el ISCTE. Entre los establecimiento privados destacan la Universidad Católica Portuguesa.

## Cultura

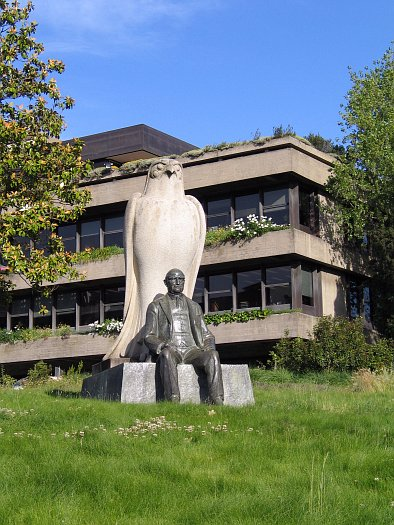
Fundación Calouste Gulbenkian

Lisboa es uno de los grandes centros culturales europeos. Más antigua que Roma, epicentro de los descubrimientos y capital del imperio desde el siglo xv, la ciudad ha conservado relaciones culturales con las antiguas colonias portuguesas, siendo punto de encuentro de diversas culturas, el primer lugar en el que oriente, las Indias, África y América se encontraron.
El eje Alfama-Baixa/Chiado-Bairro alto es un palco para la cultura erudita y para la popular, joven y tradicional. En cualquier noche lisboeta, incluso entre semana, la oferta es variada.
A los lisboetas se les suele denominar "alfacinhas" (literalmente "lechuguitas"). Ese término proviene de la Lisboa primitiva que era famosa por el cultivo de lechugas. La palabra alface en portugués viene del árabe y podría indicar que el cultivo de la planta comenzó con la dominación árabe. También hay historiadores que piensan que, durante un asedio a la ciudad, las lechugas fueron los únicos alimentos que podían comer ya que eran lo único que les quedaba. Lo cierto es que esta palabra se consagró y los grandes de la literatura portuguesa acostumbraban a llamar a los lisboetas "alfacinhas".

### Eventos

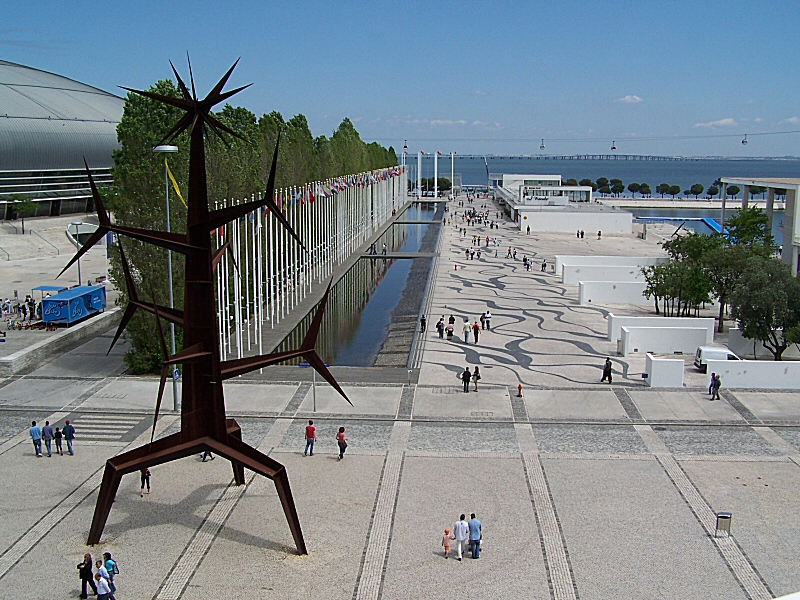
Parque de las Naciones, donde tuvo lugar la Expo '98

Desde 1994 cuando fue Capital Europea de la Cultura, Lisboa ha acogido varios eventos internacionales como la Expo '98 y la Euro 2004, que han tenido gran impacto en el desarrollo de actividades e infraestructuras culturales. En 2005 Lisboa fue considerada por la International Congress & Convention Association como la octava ciudad del mundo más buscada para la realización de eventos y congresos internacionales. Por Lisboa han pasado varias iniciativas como la Gymnaestrada, el MTV Europe Music Awards y el Rally Dakar o los cincuenta años de la Tall Ships' Races (regata internacional de grandes veleros).
El carnaval se celebra en las escuelas y por los niños, en las instituciones recreativas y en el barrio Alto. Con el inicio de la primavera, tienen lugar acontecimientos de masa como el Indie Lisboa, un festival internacional de cine alternativo y la Feria del Libro de Lisboa, que tiene lugar al aire libre en el parque Eduardo VII.
Durante el mes de junio, tienen lugar las fiestas populares de los barrios típicos como Alfama, Madragoa, Mouraria, Castelo y otros, que se decoran con arcos de flores. Vecinos y asociaciones improvisan puestos donde se venden sardinas asadas, dulces tradicionales, vino y sangría. La noche de San Antonio, víspera del 13 de junio, es el auge de las fiestas. Miles de personas se apiñan en las calles y convierten a esta en la mayor fiesta de Portugal, incluso mayor que la celebración de fin de año. En el inicio de la noche, en la avenida da Liberdade desfilan grupos tradicionales, en una competición en la que cada barrio lucha por ganar el premio de mejor coreografía.
En el verano, surgen festivales de teatro y artes escénicas, como el festival de Almada y el Alkantara Festival/Danças na Cidade) así como los de música como el Super Bock Super Rock, el Optimus Alive! y el Rock in Rio, que tiene lugar cada dos años. En agosto, cuando la ciudad se encuentra desierta por las vacaciones la cultura continúa con el Festival de Jazz que organiza la Fundación Calouste Gulbenkian y con el festival de los océanos que tiene lugar en el parque de las Naciones.
En septiembre, tiene lugar una bienal de diseño y el festival internacional de órgano de Lisboa, así como la media maratón lisboeta, en la que decenas de miles de lisboetas corren sobre el puente Vasco de Gama. En otoño tiene lugar el festival Doc Lisboa y el Festival de Cine Gay y Lésbico de Lisboa.
ModaLisboa se celebra en el invierno haciéndose acompañar de la Lisbonarte (exposiciones de artes plásticas en las galerías de arte) y de la Mostra de Teatro Jovem (muestra de teatro joven).
En el Gran Lisboa existen eventos culturales, como la fiesta del Partido Comunista Portugués en la ciudad de Amora, el festival de música de Sintra, el festival de Almada (festival de teatro que también se celebra en algunas salas del centro de Lisboa), el Festival Internacional del cómic de Amadora o el festival de Jazz de Seixal. En mayo de 2018, Lisboa acogió el Festival de Eurovisión tras la victoria de Salvador Sobral en el mismo festival de 2017 con el tema "Amar pelos dois". Del 31 de julio al 8 de agosto de 2023 se realizó la JMJ en Lisboa, decidido por el papa Francisco.

### Arquitectura y urbanismo

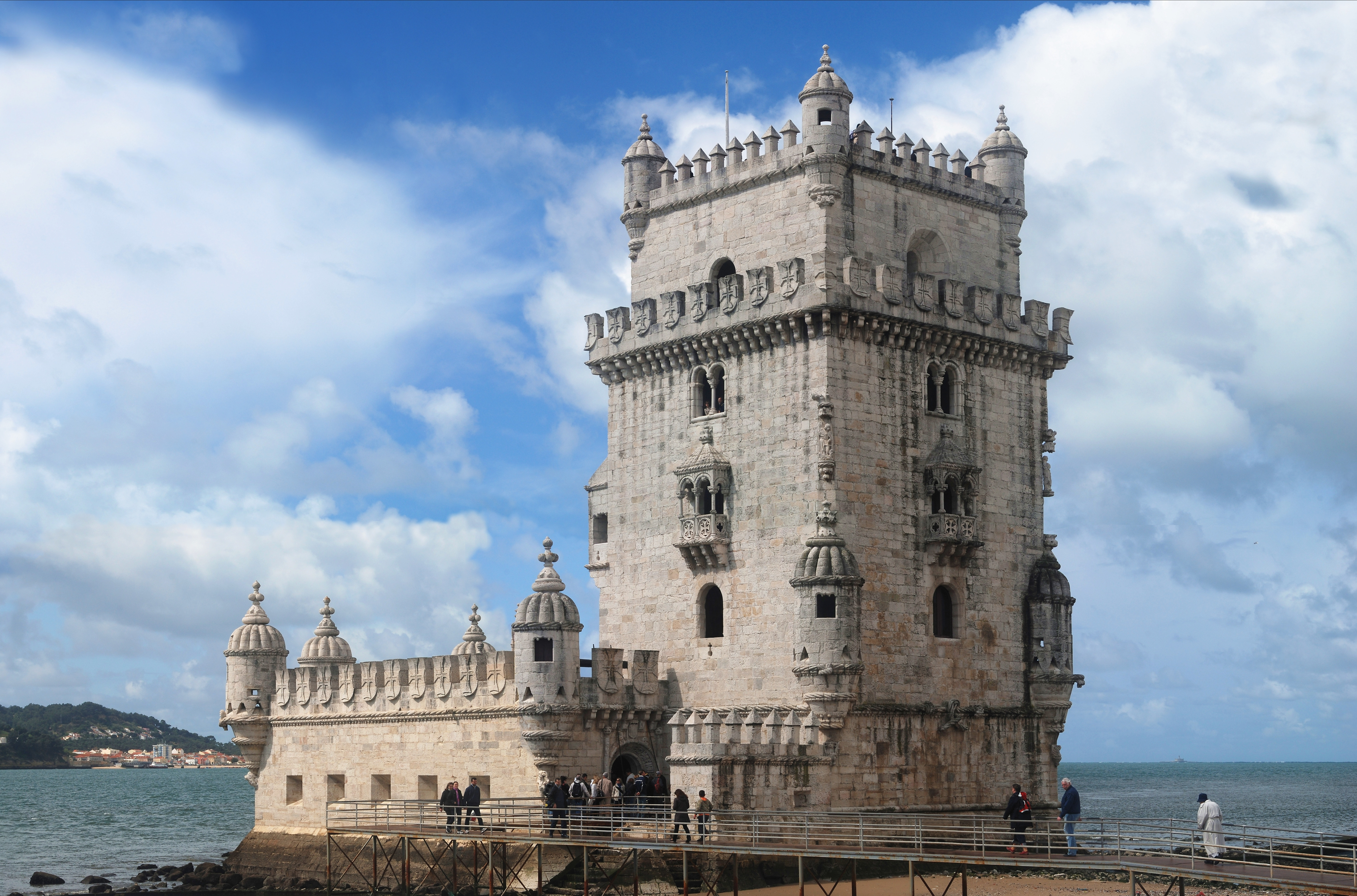
Torre de Belém vista desde el lado occidental

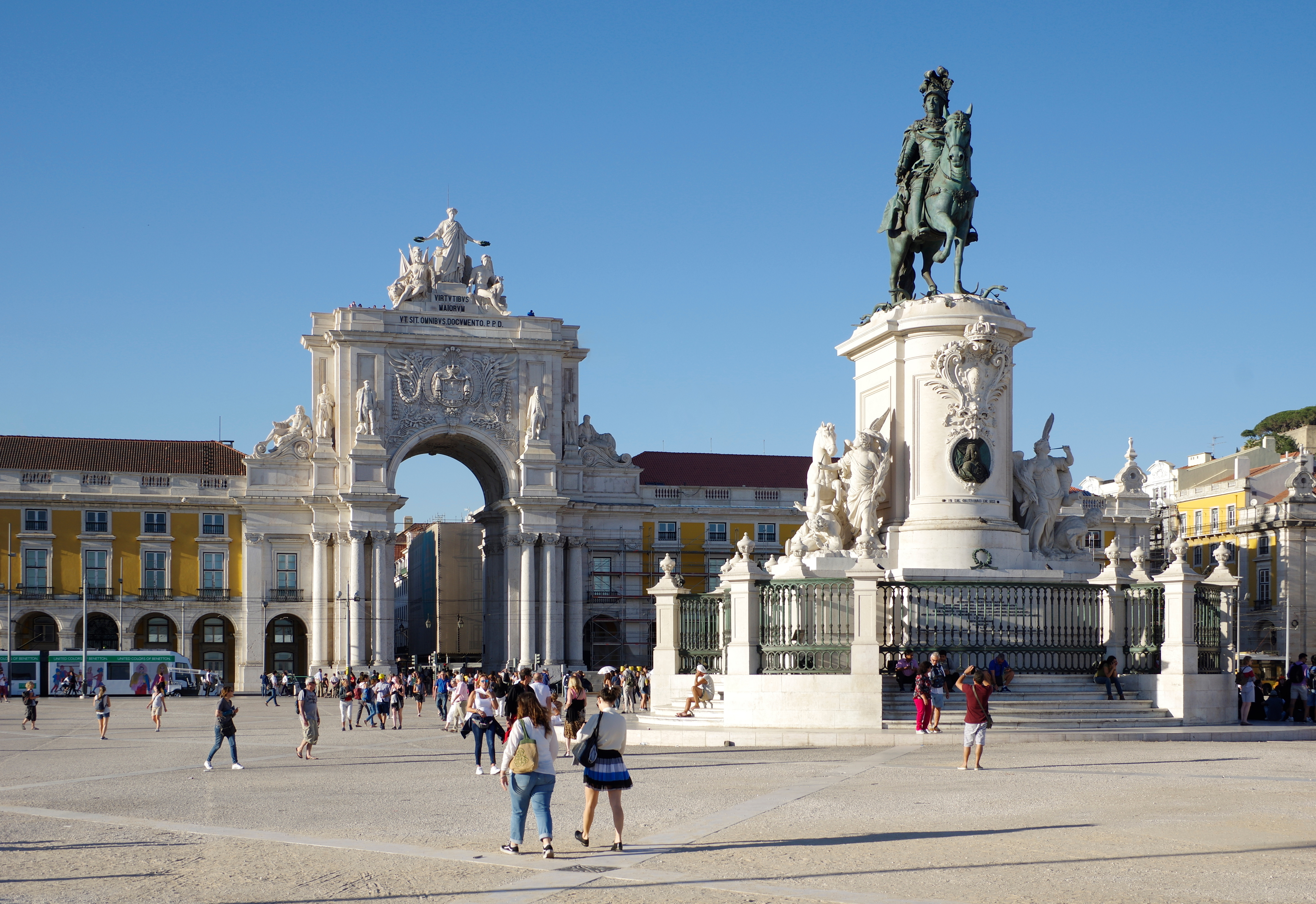
Estatua de José I en la plaza del Comercio, colocada en 1775 como parte de la reconstrucción de Lisboa tras el Terremoto de 1755

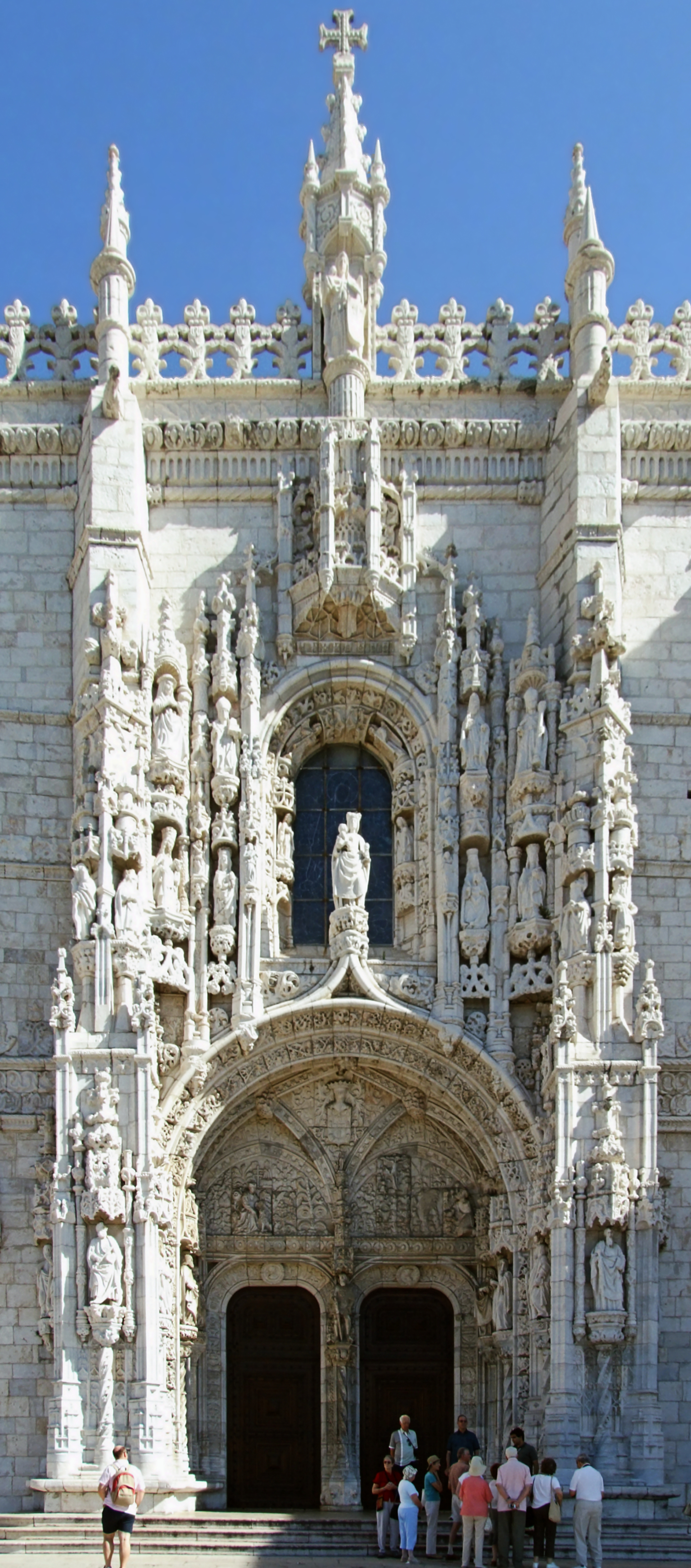
Monasterio de los Jerónimos, Lisboa

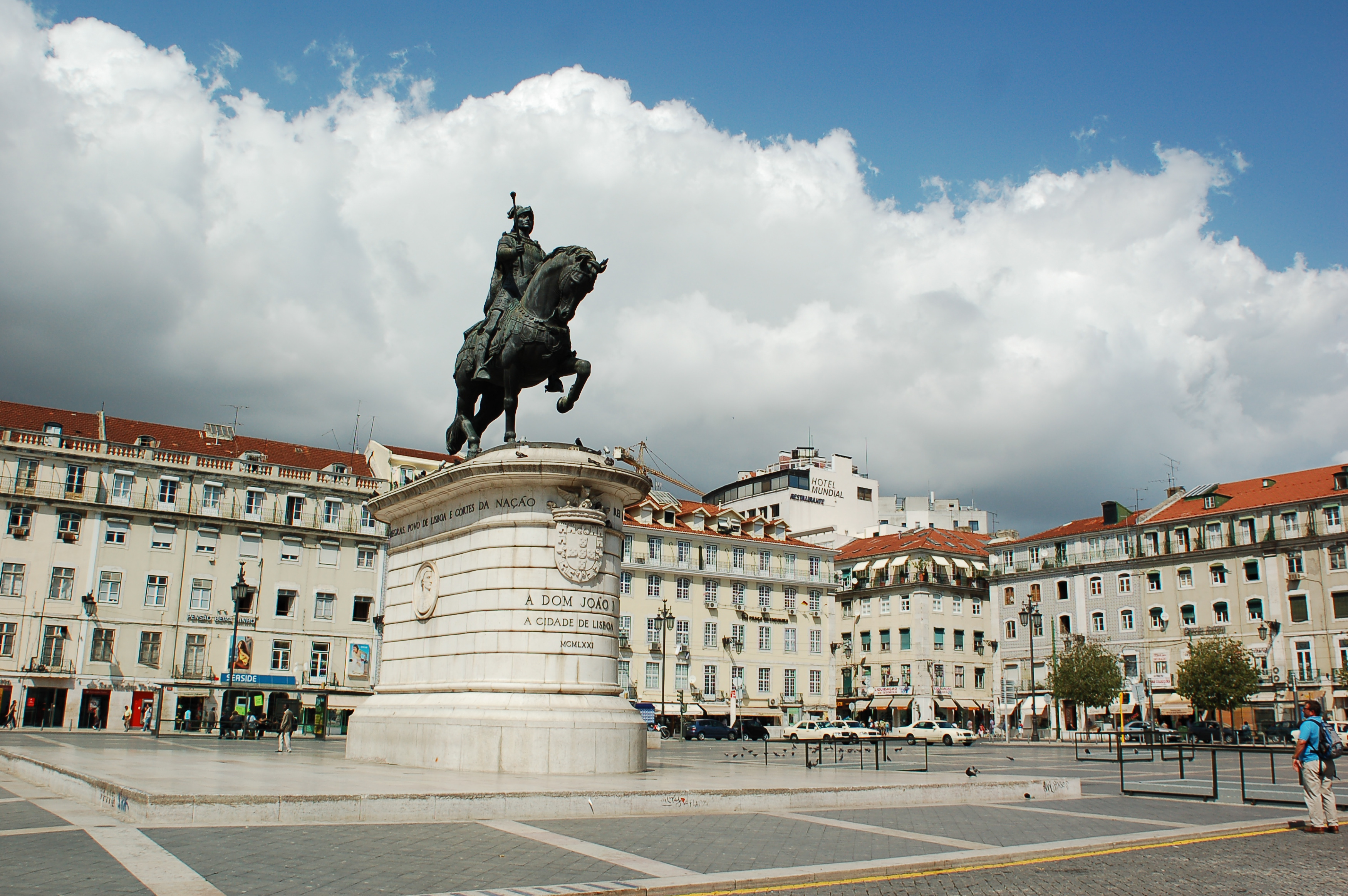
Estatua del rey Don Juan I, en la plaza de Figueira

Elementos destacados de la arquitectura medieval en Lisboa son el castillo de San Jorge, en la colina más alta del centro de la ciudad; el barrio de la Alfama que sobrevivió al terremoto de Lisboa; la catedral de Lisboa y el convento do Carmo.
De la ciudad de la Era de los descubrimientos se pueden observar en la zona de Belém dos construcciones clasificadas por la Unesco como Patrimonio de la Humanidad: el Monasterio de los Jerónimos de estilo manuelino y la Torre de Belém, construcción militar que vigilaba la entrada del Tajo. Antes se encontraba en el centro del río pero ahora está a un lado.
La Baixa es el corazón de la ciudad. Se encuentra sobre las ruinas de la antigua ciudad que destruyó el terremoto de Lisboa de 1755. Su planificación urbana, de calles en cuadrícula y edificios similares se debe al marqués de Pombal. La Baixa es también el mayor distrito comercial de Lisboa. En ella se encuentran la mayoría de monumentos, como el Teatro Nacional Doña María II, la plaza del Comercio y el Rossio.
También forman parte del núcleo histórico el barrio Alto[cita requerida] (distrito comercial, de entretenimiento y habitacional), y el barrio de la Alfama, de estrechas calles (a diferencia del Bairro Alto, es una zona más tranquila). En este barrio se encuentra la Catedral así como el Castillo de San Jorge y la Casa dos Bicos, actual sede de la Fundación José Saramago. Por último, en la ribera del Tajo, se ubica el barrio de Belém. Allí se encuentra el monasterio de los Jerónimos, cuya construcción comenzó en 1501 y se tardó setenta años en terminarlo. Es el mejor ejemplo de lo que se ha denominado estilo manuelino, cuya inspiración proviene de los territorios visitados durante la era de los Descubrimientos, estando también influido por el gótico y el estilo renacentista. Cerca del monasterio se encuentra la Torre de Belém.
De principios del siglo xviii el monumento más significativo es el Acueducto de las Aguas Libres. Después del Terremoto, el plan urbanístico aprobado por el marqués de Pombal creó las plazas del Comercio y Rossio. En las proximidades se encuentra la plaza de los Restauradores y el Elevador de Santa Justa, proyectado a finales del siglo xix por Mesnier du Ponsard. El Teatro Nacional Doña María II es el principal teatro de la ciudad.
A finales del siglo xix los planes urbanísticos permitieron extender la ciudad más allá de la Baixa, creándose la actual avenida da Liberdade. En 1934 se construyó la plaza del Marqués de Pombal, al final de la avenida. En el siglo xx se crearon las Avenidas Novas y la Ciudad Universitaria de Lisboa.

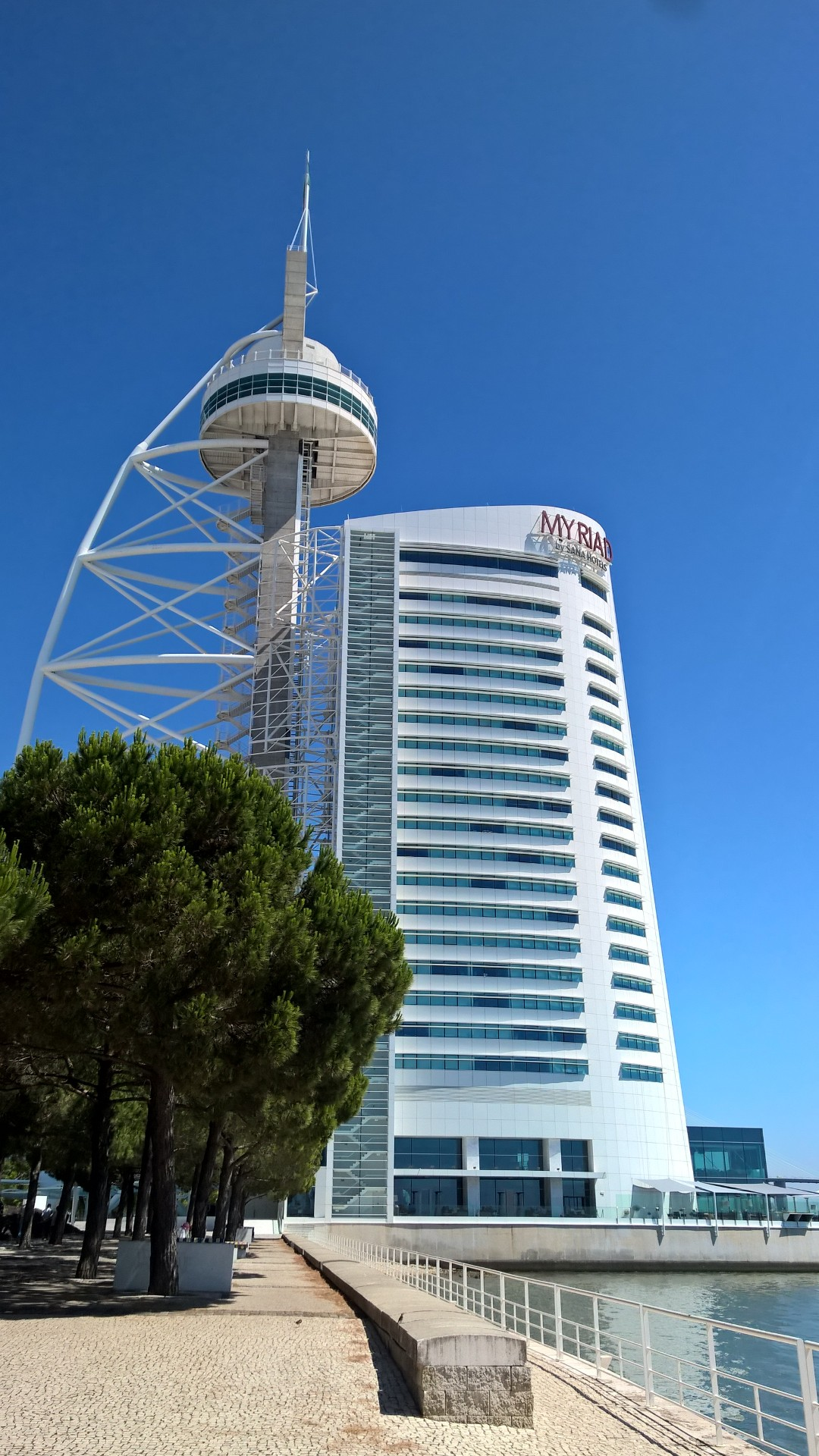
Torre Vasco da Gama

La reconstrucción de Chiado desde 1988, bajo la dirección de Álvaro Siza, supuso una vasta obra en el centro histórico. En términos de arquitectura, lo más notable de finales del siglo xx es el parque de las Naciones y la Alta de Lisboa, todavía en construcción. Los edificios de finales del siglo xx más famosos son el centro cultural de Belém (inaugurado en 1991), el Pavilhão de Portugal (de Álvaro Siza Vieira), la Estación de Oriente (de Santiago Calatrava), la Torre Vasco da Gama y el Oceanário de Lisboa (de Peter Chermayeff), todos de 1998.
La especulación inmobiliaria ha arrasado, en los últimos años, con edificios de estilo arquitectónico antiguo, pero no clasificados dentro de la lista del Instituto Portugués de Patrimonio Arquitectónico, para satisfacer la creciente búsqueda de pisos nuevos. El desarrollo de la economía lisboeta trajo consigo una explosión de marketing y consecuentemente, de mecenazgo. Las grandes salas de espectáculos, los museos y otras instituciones exhiben hoy los logotipos de empresas del país y de multinacionales.

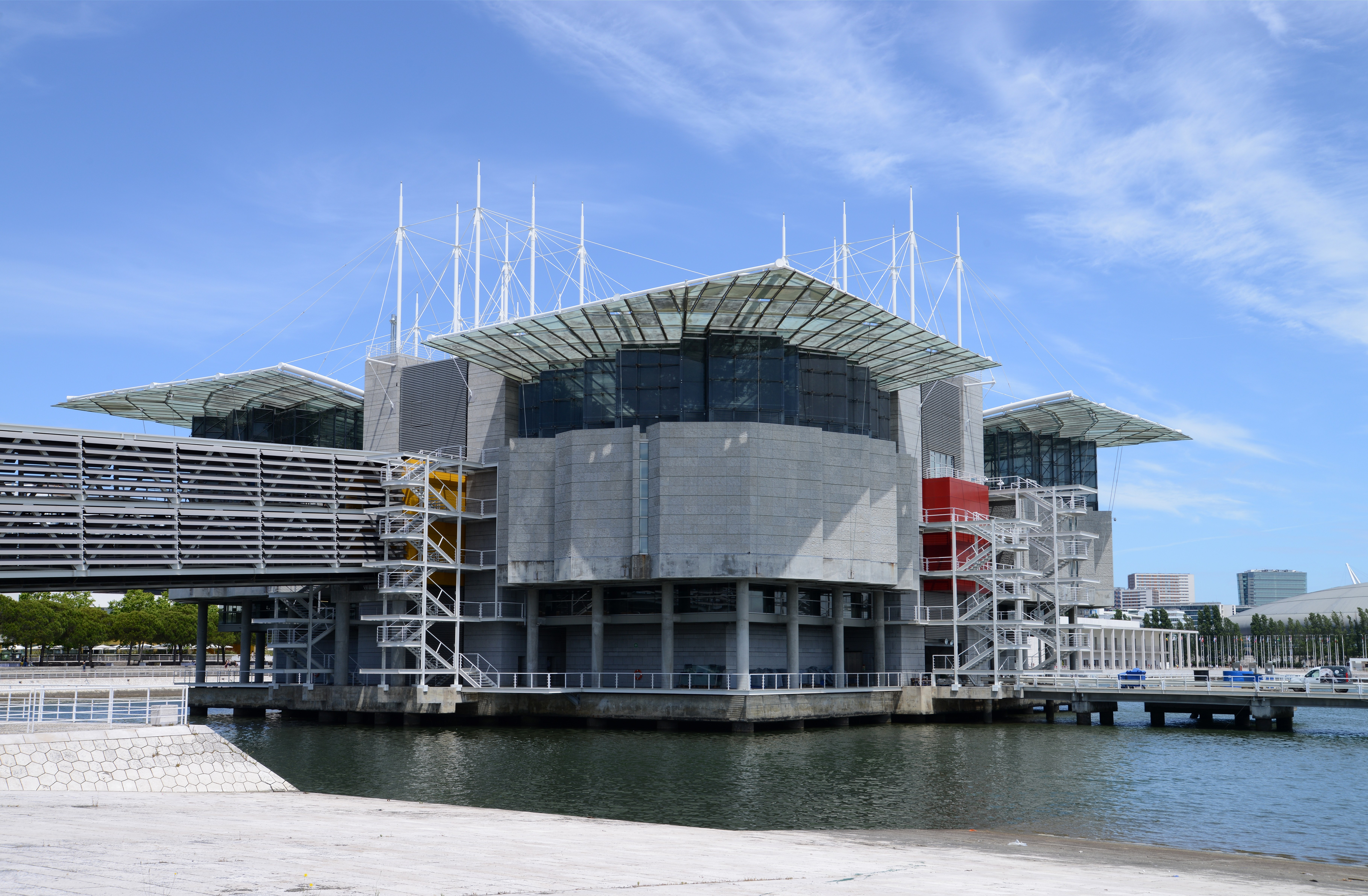
Oceanário de Lisboa

En la parte occidental de la ciudad se encuentra el Palácio Nacional da Ajuda en la freguesia de Ajuda. También son destacables el Palacio de las Necesidades actual sede del Ministerio de Asuntos Exteriores portugués y el Palacio de Belém en la freguesia de Belém, que es la residencia oficial del presidente de Portugal. Otras obras arquitectónicas mayores son la Biblioteca Nacional, y museos como el Museo Nacional de Arte Antigua, el Museo Calouste Gulbenkian, el Museo de Chiado, el Museo de la Farmacia y el Oceanário de Lisboa. En las salas de espectáculos destacan el Coliseo de Lisboa, el Aula Magna, los auditorios de la Fundación Calouste Gulbenkian y del centro cultural de Belém y el Pabellón Atlántico.

### Música
La música tradicional de Lisboa es el fado, canción nostálgica acompañada de una guitarra portuguesa. La mayoría de locales de fado se encuentran en la Alfama, siendo generalmente restaurantes con música en vivo. Lisboa, como capital de Portugal es el centro musical del país, donde se producen la mayoría de discos de cantantes portugueses.
El 25 de julio de 2017, Lisboa fue designada por la RTP (televisión pública del país) como sede del Festival de la Canción de Eurovisión de 2018, tras la victoria del país luso en el certamen de 2017 con la canción "Amar pelos dois", interpretada por Salvador Sobral.

### Cine
Todos los años tienen lugar los siguientes festivales:
- Festival Internacional de Cine Documental - DocLisboa
- Festival Internacional de Cine Independiente - Indie Lisboa
- Festival Internacional de Cine de Terror - MoteLX

### Gastronomía

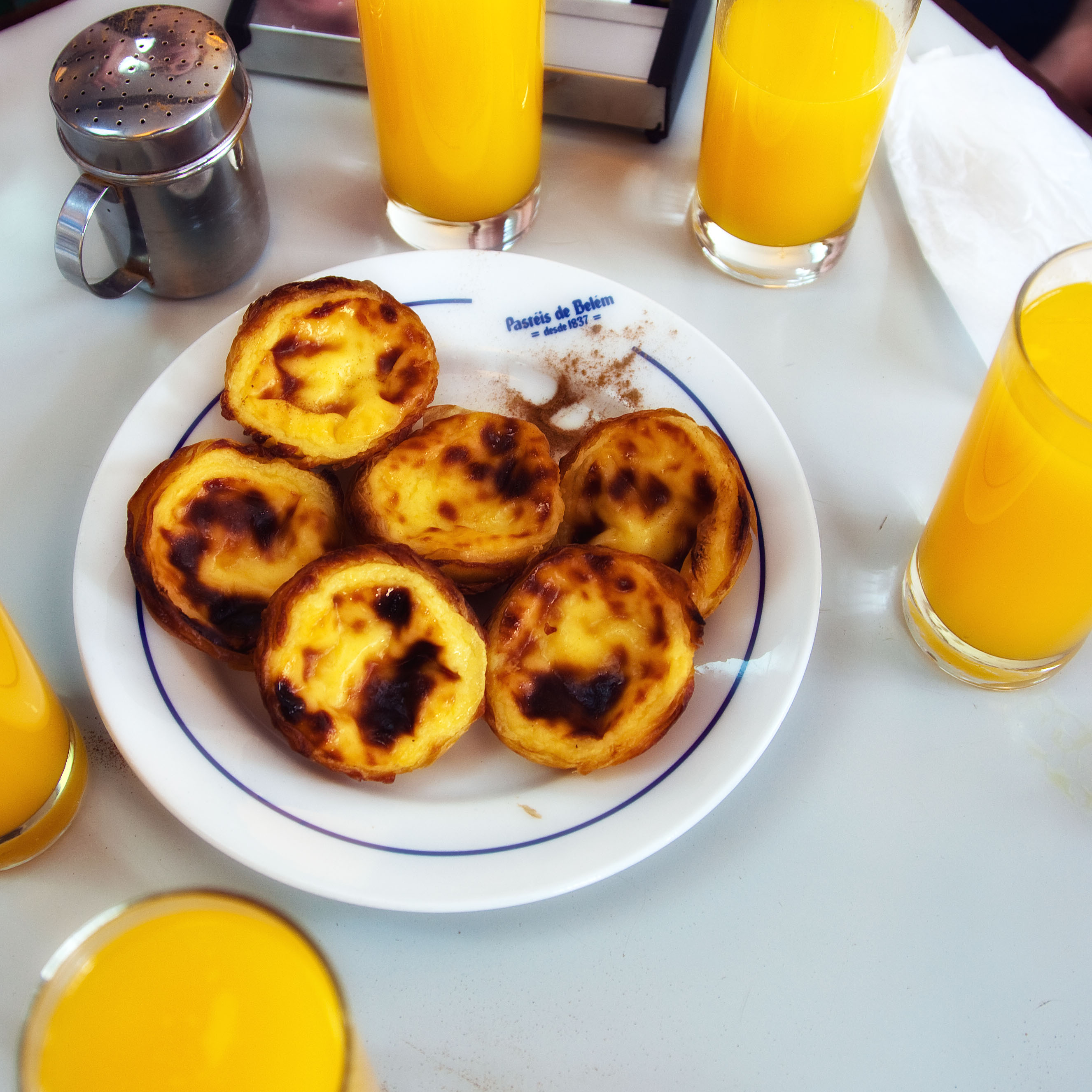
Los famosos pasteles de Belén

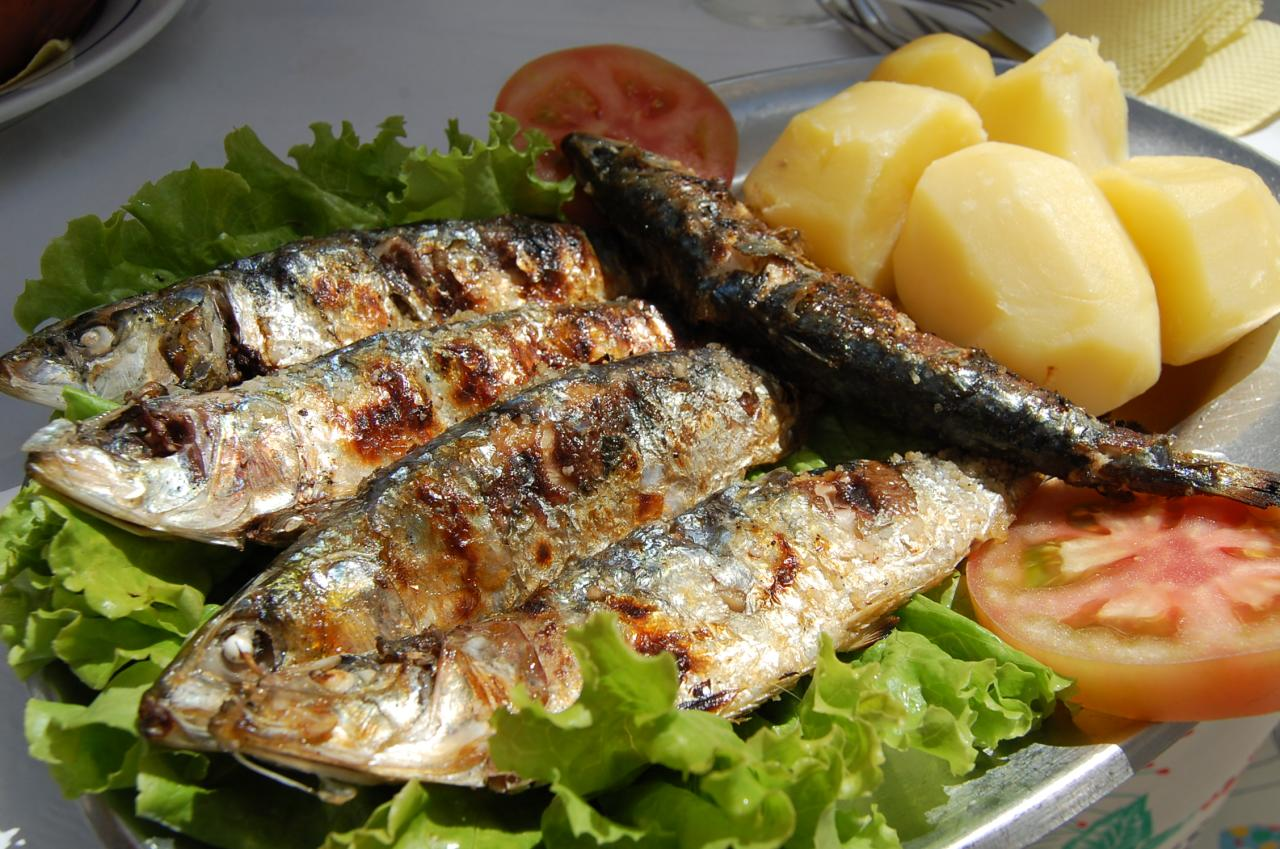
Las sardinas asadas en Portugal

La gastronomía de Lisboa está influenciada por su proximidad al mar. Especialidades típicamente lisboetas son las sardinas asadas, pataniscas de bacalao y los peixinhos da horta (que a pesar del nombre son bolitas fritas de judías verdes, no de pescado). Se dice que los portugueses, y especialmente los lisboetas, tienen 365 maneras de preparar el bacalao, una receta diferente para cada día del año. Era popular en algunos cafés de tertulia durante la época bohemia unos filetes como el Bife à Marrare.
El postre más famoso de Lisboa es el Pastel de Belém, elaborado en la fábrica más antigua, que se encuentra en la freguesia de Belém.

### Deportes
Los clubes deportivos Sporting Clube de Portugal y Sport Lisboa e Benfica, juegan en distintas modalidades deportivas de las categorías más altas de las competiciones portuguesas y europeas. El Atlético CP y OS Belenenses son otros importantes club deportivos con una gran tradición en el deporte portugués, teniendo su sede también en la capital. Ambos compiten en la actual Primeira Liga donde el Sporting CP va parcialmente primero y también el SL Benfica.

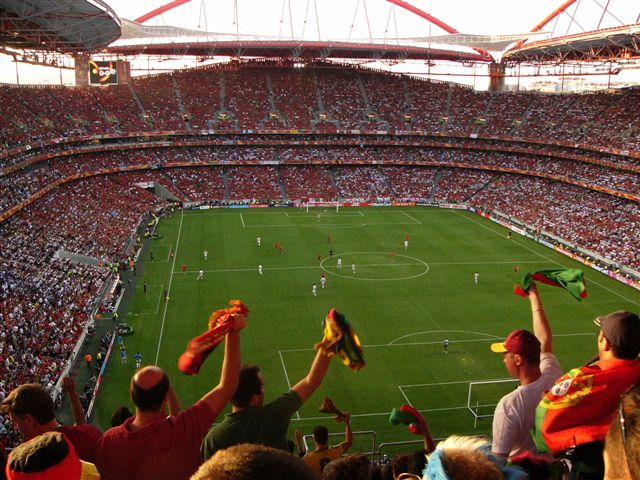
Estadio de la Luz

El fútbol es el deporte más popular de Lisboa. Los clubes de fútbol más importantes son el Benfica, cuyo estadio es el Estádio da Luz, con cinco estrellas de la UEFA, y que posee 65 000 plazas. El Benfica ha ganado en dos ocasiones la Liga de Campeones de la UEFA. Por su parte, el Sporting de Lisboa también juegan en un estadio de 5 estrellas. Ganaron la Recopa de Europa una vez y han sido finalistas de la Copa de la UEFA. Juegan en el Estadio José Alvalade con capacidad para 52 000 personas. Los colores del estadio son verde y blanco. También están los Belenenses, jugando en el Estádio do Restelo en la freguesia de Belém, que ganaron la Primera Liga Portuguesa 1 vez y la Copa de Portugal otras 3 veces. El otro gran club con mucha historia es Atlético Clube de Portugal, jugando en el estadio da Tapadinha, en la freguesia de Alcântara (Lisboa).
El fútbol sala, es probablemente el segundo deporte más popular de Lisboa, habiendo cuatro equipos en la primera liga. Los tres grandes equipos deportivos, Belenenses, Benfica y Sporting poseen equipo profesional mientras que el S.L. Olivais es un equipo amateur.
Lisboa fue sede del Campeonato Mundial de Balonmano Masculino de 2003, que se disputó en el Pavilhão Atlântico. Los Belenenses, Benfica y Sporting poseen equipo profesional, jugando en la primera división. El Baloncesto profesional tiene seguidores en Lisboa con el Benfica y el Belenenses como equipos representando a la ciudad.
Otro deporte popular es el hockey, que tras la victoria de la selección nacional ha obtenido una gran afición en la ciudad, sobre todo entre los que apoyan al mayor equipo de Lisboa, el Benfica. En marzo, decenas de millares de participantes atraviesan el Puente 25 de abril en la Media maratón de Lisboa. En 2006 y 2007, el Rally Dakar partió de Belém.

### Ciudades hermanadas
Lisboa forma parte de la Unión de Ciudades Capitales Iberoamericanas (UCCI) que agrupa a 27 ciudades de Iberoamérica y además está hermanada con las siguientes ciudades:
- París,  Francia (1998[72])
- São Paulo,  Brasil - 10 de julio de 2007.[73]
- Buenos Aires,  Argentina Convenio de cooperación en 1992[74]
- Río de Janeiro,  Brasil - (Acuerdo de cooperación del 3 de septiembre de 1993[75])
- Budapest,  Hungría - 28 de septiembre de 1992.[71]
- Macao,  China Macao - 20 de mayo de 1982.[71]
- Madrid,  España - 31 de mayo de 1979.[71]
- Tegucigalpa,  Honduras - 15 de julio de 1977.[71]
- Salvador de Bahía,  Brasil - 3 de abril de 1985[76][77]
- Bissau,  Guinea-Bisáu - 31 de mayo de 1983.[71]
- Brasilia,  Brasil - 28 de junio de 1985.[71]
- Cacheu,  Guinea-Bisáu - 14 de noviembre de 1988.[71]
- Luanda,  Angola - 11 de octubre de 1988.[71]
- Malaca,  Malasia - 19 de enero de 1984.[71]
- Maputo,  Mozambique - 20 de marzo de 1982.[71]
- Praia,  Cabo Verde - 26 de mayo de 1983.[71]
- Rabat,  Marruecos - 22 de marzo de 1988.[71]
- Río de Janeiro,  Brasil - 10 de junio de 1980.[71]
- Santo Tomé,  Santo Tomé y Príncipe - 26 de mayo de 1983.[71]
- Guimarães,  Portugal - 29 de junho de 1993.[71]
- Pekín,  China - 22 de octubre de 2007.[78]